# 홀로코스트

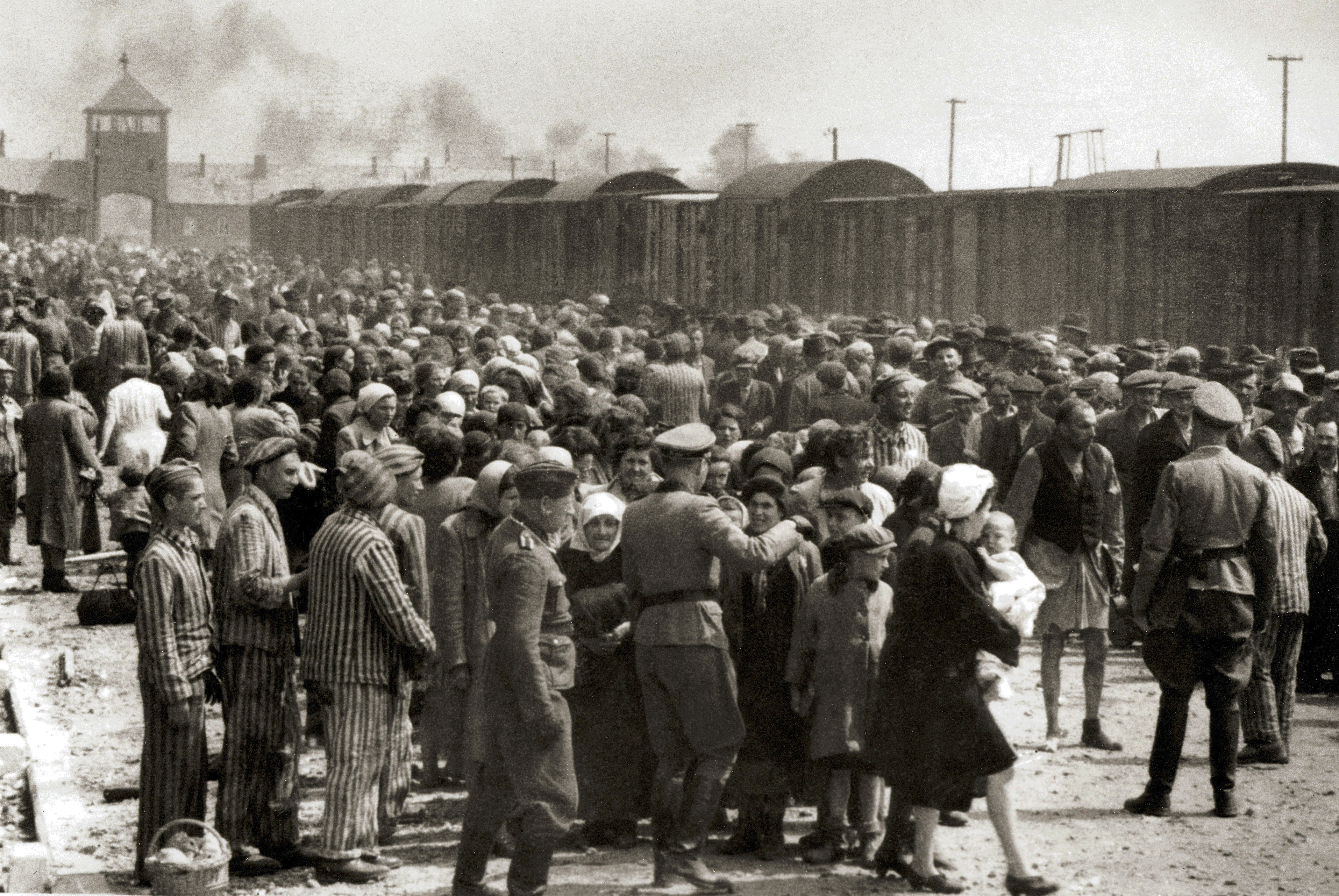
1944년 5월 독일이 점령한 폴란드의 아우슈비츠 수용소에 도착한 유대인들. 대부분은 가스실로 가기 위해 선택되었다.

홀로코스트(The Holocaust) 또는 쇼아(히브리어: השואה, 이디시어: חורבן)는 제2차 세계 대전이 일어나던 1941년부터 1945년까지 아돌프 히틀러가 이끈 나치당이 나치 독일과 독일군 점령지 전반에 걸쳐 계획적으로 유대인과 슬라브족, 집시, 동성애자, 장애인, 정치범 등 약 1,100만 명의 민간인과 전쟁포로를 학살한 사건이다. 사망자 중 유대인은 약 6백만 명으로, 그 당시 유럽에 거주하던 9백만 명의 유대인 중 약 2/3에 해당한다. 유대인 중에서 어린이 약 100만 명, 여자 약 2백만 명, 남자 약 3백만 명이 죽은 것으로 파악된다. 유대인과 기타 피해자들은 독일 전역과 독일 점령지의 약 4만여개의 시설에 집단 수용되어 목숨을 잃었다.
이러한 박해와 학살은 절차적으로 진행되었다. 먼저, 1935년 제정된 뉘른베르크법을 비롯하여 유대인을 사회에서 배척하는 각종 법령들이 제 2차 세계 대전 발발 전에 제정되었다. 또한 집단 수용소를 지은 후 수감자들을 각종 노역에 동원하였고, 이들은 대부분 전염병에 걸리거나 영양실조로 사망하였다. 동유럽 점령지의 경우, 특별행동부대가 100만 명이 넘는 유대인과 정치사범을 총살했다고 알려져 있다.
독일군은 유대인과 집시들을 게토에 수용한 후 화물 열차에 태워서 집단 학살 수용소로 이송했다. 화물 열차에서도 많은 사람들이 죽었는데, 살아남은 이들은 차례대로 샤워실로 위장된 가스실에서 죽음을 맞이하거나 생체실험으로 사망하였다. 이 학살에는 독일 관료제 전체가 관여했다고 알려져 있고, 한 홀로코스트 학자는 이 때문에 독일의 제3제국을 “학살국가”라고 칭하기도 하였다.

## 어원과 개념
홀로코스트(Holocaust)는 그리스어로 holókauston에서 유래하는데, 이는 고대 그리스에서 신에게 동물을(holos) 태워서(kaustos) 제물로 바치는 것을 의미한다. 1960년대 이전까지만 해도 홀로코스트는 대량 학살을 지칭하는 데 쓰였지만, 1960년대부터 학자들과 유명작가들에 의해 특별히 나치의 유대인 학살을 지칭하는 개념으로 쓰이기 시작하였다. 특히 1978년 방영되었던 TV 시리즈 홀로코스트는 이 개념을 대중적으로 널리 알리는 계기로 평가받는다.
성서 히브리어로 재앙을 뜻하는 쇼아(Shoah(שואה), Sho'ah, Shoa라고도 표기됨)는 1940년대부터 유럽과 이스라엘에서 홀로코스트를 지칭하는 히브리어 단어가 되었다. 많은 유대인들은 홀로코스트보다 쇼아라는 표현을 더 선호하는데, 이는 종교학적으로 홀로코스트가 그리스 이교도의 문화에 어원을 두고 있다는 사실에서 기인한다.
나치당은 홀로코스트를 순화하여 완곡법을 통해 "유대인 문제에 대한 최종 해결책"이라고 표현하였고, "최종 해결책"이라는 표현은 유대인 학살을 지칭하는 개념으로 널리 쓰였다. 또한 나치당은 살 가치가 없는 생명이라는 표현으로 유대인 학살을 정당화하고자 하였다.

## 특징

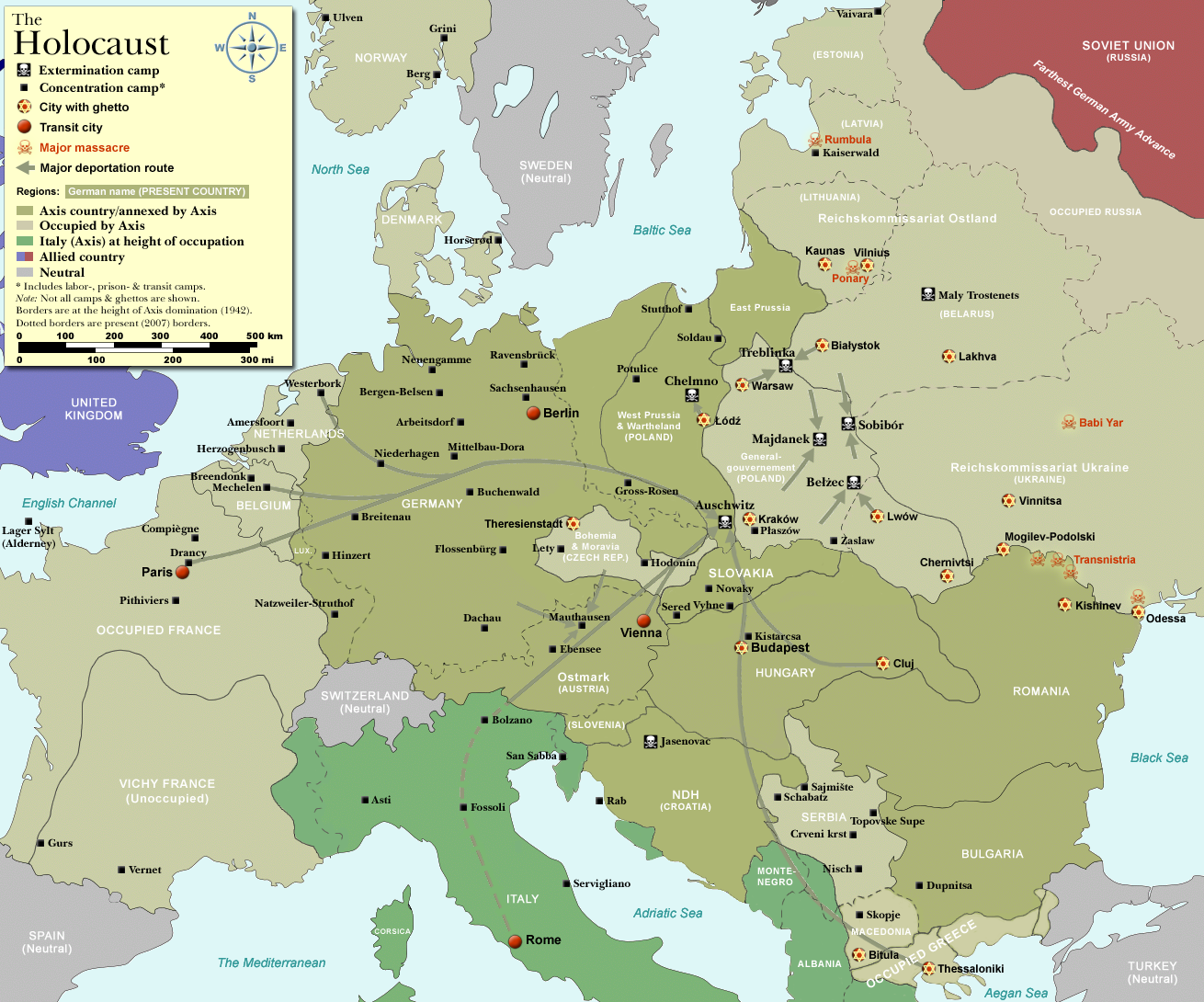
2007년 국경(점선) 기준의 강제 수용소 위치 지도.

### 전국가적 동조
나치독일의 유대인 학살은 히틀러 한 사람만의 범죄가 아닌, 독일사회가 인종차별주의에 동조하는 구조악에 따른 범죄였다.
미국인이자 유대인 역사학자 마이클 베렌바움은 자신의 저서에서 “국가(독일)의 정교한 관료제의 모든 부서가 학살 과정에 관여하였다. 독일교회와 내무부는 유대인들의 출생기록을 제공하였고, 우체국은 추방과 시민권 박탈 명령을 배달했으며, 재무부는 유대인의 재산을 몰수하였고, 독일 기업들은 유대인 노동자를 해고하고 유대인 주주들의 권리를 박탈하였다”고 썼다.
이와 더불어 대학교들은 유대인 지원자들을 거부하였고, 유대인 재학생들에게 학위를 수여하지 않았으며 유대인 교수들을 해고하였다. 교통부는 강제수용소로 이송할 기차편을 운영하였다. 독일 제약 회사들은 강제수용소에 수용된 사람들에게 생체실험을 행하였고, 기업들은 화장터 건설계약권을 따기 위해 경쟁하였다. 또한 데호막(Dehomag)(독일 IBM 지사)사의 천공카드를 이용하여 사망 수치를 매우 정밀하게 측정하였다. 수용자들은 집단 학살 수용소에 들어가면서 모든 개인 소지품을 반납하였고, 이는 다시 재분류되어 독일로 보내져 재활용되었다. 또한 독일 중앙은행은 비공개 계정을 통해 유대인학살 피해자들에게 갈취한 재산을 세탁하는 데 일조하였다. 베렌바움은 저서에서 이러한 궁극적 해결책이 “가해자들의 눈에는 ...독일의 가장 큰 업적이었다.” 라고 기술한다.
이스라엘 역사학자 사울 프리들랜더는 저서에서 “독일과 유럽 전역의 어떠한 사회적 집단, 종교 집단, 학술 기관 혹은 협회도 유대인과의 유대 관계를 인정하지 않았다”고 기술한다. 그는 반유대주의적 정책들이 일반적인 대항 세력(기업, 교회, 기타 이해관계자 등)의 별다른 반대 없이 펼쳐질 수 있었다는 점에서 홀로코스트가 독특한 현상이라고 주장한다.

### 배경 사상과 규모
다른 학살들의 경우, 학살 정책의 핵심은 영토와 자원의 통제 등 실리적 사항들이었다. 이에 대해 이스라엘 역사학자 예후다 바우어 (Yehuda Bauer)는
“(홀로코스트의) 기본적 동기는 순수하게 이데올로기적이었는데, 이러한 이데올로기는 아리아인이 지배해야 할 세상에서 국제적으로 유대인들이 반동을 일으킬 것이라는 나치의 허황된 상상에 기반을 두고 있다. 여태까지 알려진 어떠한 학살도 이렇게 전적으로 미신, 환상, 추상적이고 비합리적 이데올로기를 바탕으로 - 정작 실행은 매우 이성적이고 실리적인 수단을 통해 이루어졌다. - 하지 않는다”
고 주장한다.
또한 독일 역사학자 에버하르트 옉켈(Eberhard Jäckel)은 1986년 저서에서 홀로코스트의 한 가지 독특한 성격으로
“이렇게 국가가 지도자의 권한으로 노인, 여자, 유아를 포함한 특정 인간 집단을 속전속결로 죽일 것을 공포하고, 이를 모든 국가 권력을 동원해 실행한 유례는 지금까지 없었다.”
는 것을 꼽았다.
학살은 독일 점령지역 전역(현재는 35개의 국가)에 걸쳐서 조직적으로 자행되었다. 가장 심했던 지역은 유럽 중부와 동부 지역이었다. 이 지역의 유대인 인구는 1939년에 700만 명이 넘었는데 약 700만 명이 학살당하였고, 특히 폴란드에서 300만 명, 소련에서 백만 명이 희생되었다. 또한 네덜란드, 프랑스, 벨기에, 유고슬라비아, 그리스 등지에서도 많은 수의 유대인이 죽었다. 반제 회의(Wannsee Protocol)에서는 나치당이 그들의 “궁극적 해결책(Final Solution)"을 영국과 아일랜드, 스위스, 터키, 스웨덴, 포르투갈, 스페인 등 중립 지역에서도 실행할 계획이었다고 밝혔다.
3대 혹은 4대에라도 유대인 조부가 있는 사람은 누구나 예외 없이 말살당하였다. 다른 학살의 경우 다른 종교로 개종하거나 다른 방법으로 동화되면 죽음을 면할 수 있었지만, 유럽 점령지역 유대인에게 이는 적용되지 않았다. 그들의 조부가 1871년 1월 18일 이전에 개종한 것이 아니라면, 모든 유대인 혈통의 사람들은 독일 통치 지역에서는 말살당할 운명이었다.

### 집단 학살 수용소
| “ | 유대인들은 하나의 인종인 것은 틀림없으나 인간은 아니다. | ” |
|   | — 아돌프 히틀러                                         |   |

사람들을 조직적으로 집단으로 말살시키려는 목적으로 가스실을 구비한 수용소를 지은 것은 홀로코스트의 특징이자 역사적으로 유례가 없는 현상이다. 즉, 집단 인간살상이 유일한 목적인 장소는 이 전에는 존재하지 않았었다. 이러한 수용소는 아우슈비츠(Auschwitz)를 비롯해 벨첵(Belzec), 헬름노(Chełmno), 야세노박(Jasenovac), 마자넥(Majdanek), 말리 트로스테네츠(Maly Trostenets)비보르(Sobibor), 트레블링카(Treblinka) 등에 세워졌다. 트레블링카 수용소에서 90만명, 벨첵에서 60만명, 그리고 소비보르에서 25만명이 희생되었다.

### 생체 실험
나치 학살의 특징적 요소 중 하나는 인간을 대상으로 의학실험을 자행했다는 점이다. 미국의 정치학자 라울 힐베르크에 따르면 "독일 의사들은 다른 전문직에 비해 대단히 나치화되었다.“ 실험은 아우슈비츠를 비롯해 다샤우(Dachau), 부헨발트(Buchenwald), 라벤스브뤽(Ravensbrück), 작센하우젠(Sachsenhausen), 나츠바일러(Natzweiler) 등지의 수용소에서 이루어졌다.
이러한 생체 실험을 거행한 의사 중 가장 악명 높은 사람은 아우슈비츠에서 근무한 요제프 멩겔레(Josef Mengele) 박사였다. 멩겔레 박사는 여러 가지 실험을 하였는데, 이 중에는 실험대상자를 고압력 방 안에 집어넣는 실험, 얼음방 안에 집어넣는 실험, 약 임상 실험, 아이들의 눈에 염색약을 주사하여 눈 색깔을 바꾸는 실험 등이 포함되었고, 이외에도 수많은 잔인한 외과실험이 있었다. 실험으로부터 살아남은 자들은 거의 즉시 살해된 뒤 해부되었다. 멩겔레 박사의 실험기록은 현재 유실되었는데 이는 그가 기록을 보냈던 오트마 폰 페르슈어(Otmar von Verschuer) 박사가 기록들을 모두 파괴하였기 때문이다.
멩겔레 박사는 특히 집시아이들을 대상으로 많은 실험을 하였다. 그는 아이들에게 사탕과 장난감 등을 주면서 가스실로 데려갔다. 아이들은 그를 “멩겔레 삼촌(Onkel Mengele)"라고 불렀다고 한다. 아우슈비츠 수용소에서 50쌍의 집시 쌍둥이를 돌보았던 한 유대인 수감자는 ”한 쌍의 쌍둥이가 특별히 기억에 남는다. 4살 정도 된 귀도(Guido)와 이나(Ina)이다. 어느 날, 멩겔레는 그들을 데리고 갔고, 그들이 돌아왔을 때는 끔찍한 상태였다. 그들은 샴쌍둥이처럼 등이 꿰매져 있는 상태였다. 상처는 감염되었고 진물이 나왔다. 그들은 하루 종일 비명을 질렀다. 그것을 본 그들의 부모 - 엄마 이름이 스텔라였다 - 는 어딘가에서 모르핀을 구해왔고 아이들을 고통으로부터 해방시켜주기 위해 아이들을 죽이고 말았다"고 회상했다.

## 발달과 실행

### 유래

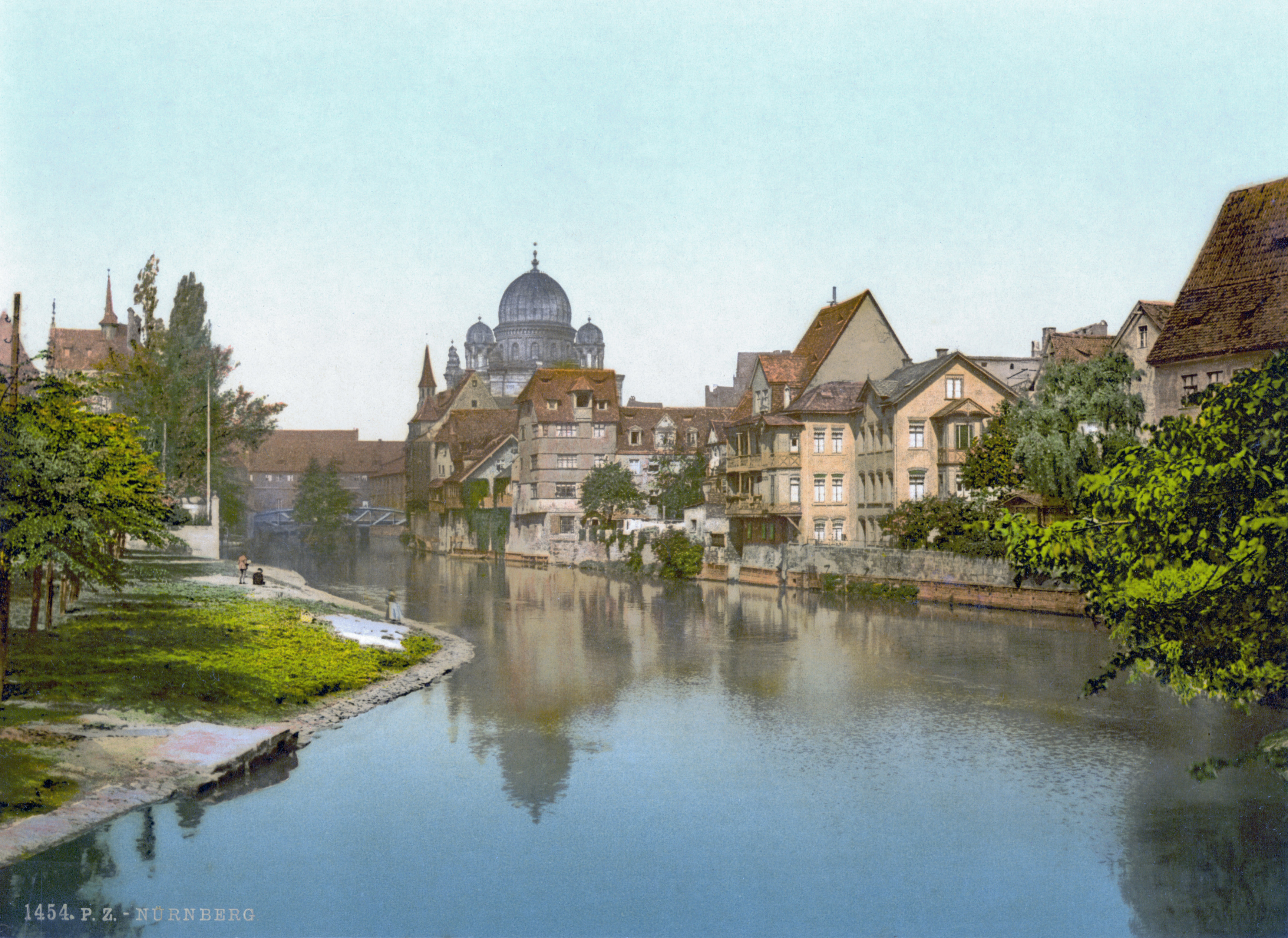
1938년 11월 포그롬으로 파괴된 뉘른베르크 대회당과 페그니츠 성당 전경

예후다 바우어(Yehuda Bauer)와 루시 다비도비츠에 따르면 중세시대부터 독일 사회와 문화는 반유대주의로 뒤덮여 왔다. 그리고 이것은 중세 대학살과 나치 수용소 간의 이데올로기적 직접 연결이 되었다.
19세기 후반 독일과 오스트리아, 헝가리 등에 휴스턴 스튜어트 체임벌린과 폴 드 라가르드와 같은 사상가에 의해 개발 된 민족주의 운동이 출현하였다. 이 운동은 의과학적, 생물학적 기반의 인종 차별주의인데, 이것은 유대인을 아리안 족이 세계를 지배하기 위해 반드시 사투해야 하는 인종으로 여겼다. 민족주의적 반유대주의는 기독교적 반유대주의로부터 나왔지만, 유대인을 종교라기보다는 인종으로 여겼다는 점이 달랐다.
1895년, 옛 독일 제국의 의회 이전에 행해진 연설에서 민족주의 지도자 헤르만 알바르트(Hermann Ahlwardt)는 유대인을 “육식 동물”과 “콜레라균”이라 칭하며 독일국민의 이익을 위해 처형해야 한다고 말했다. 1912년 발간 된 그의 베스트셀러 "내가 황제라면 Wenn ich der Kaiser wäre"에서 하인리히 그룹의 민족주의 그룹 지도자 알 도이 버밴은 모든 독일 유대인들에게서 독일어 시민권을 박탈하고 외국인 법에 따라 이들의 권리를 축소시킬 것을 촉구했다. 이 그룹은 유대인들에게 소유지를 갖거나 공직에 진출하거나 혹은 언론에 참여하거나 은행업무 그리고 자유로운 직업활동 등이 모두 금지되어 독일의 모든 삶에서 제외되어야 할 것을 촉구했다. 이 그룹은 1871년 독일 제국이 선포된 이래로 유대인이였던 적이 있거나 적어도 조부모님이 유대인이었던 모든 사람을 유대인으로 명명하였다.
독일 제국 기간 민족주의와 의과학적 인종차별주의는 독일에서 매우 만연했다. 특히 교육을 받은 높은 계층의 사람들이 이 인간 불평등적인 이데올로기를 받아들였기 때문이다. 비록 민족주의 정당이 1912년에 독일 제국의회(Reichstag) 선거에서 패배하였지만 반유대주의는 주요 정당들의 기반에 자리잡았다. 국가사회주의 독일 노동자 정당 (Nazi Party; NSDAP)은 민족주의 운동에서 발전하여 1920년에 설립되었으며 반유대주의를 채택하였다.
19세기 후반부터 20세기 초까지 독일복지의 발전과 함께 나타난 엄청난 과학적, 기술적 변화는 모든 사회문제의 해결이 멀지 않았다는 유토피아적 희망을 만연하게 했다. 그와 동시에 몇몇 사람들은 다른 이들보다 생물학적으로 더 가치 있다고 여기는 세계관을 가진 인종차별주의자, 사회진화론 주장자, 우생학자들도 많이 있었다. 역사학자 데틀레프 포이케르트(Detlev Peukert)는 반유대주의가 유대인 대학살이 일어나게 된 유일한 이유가 아니라 굉장히 많은 작은 흐름이 큰 흐름으로 이어졌고 이것이 대학살을 일으키게 된 축적된 과격화의 산물이라고 말했다. 제 1차 세계대전 이후에 전전의 낙관적인 분위기는 독일 관료들이 이전에 생각했던 것보다 사회적문제가 더 잘 해결될 수 없음을 알고 환멸로 변했다. 점차 생물학적으로 맞지 않는 삶을 구제하는 것보다 생물학적으로 알맞은 삶들을 구제하는 것에 더욱 초점을 맞추게 되었다.
경제 대공황의 경제적인 압박들은 독일 의학계가 정신적으로나 육체적으로 고칠 수 없는 사람들을 안락사 시키는 것이 고칠 수 있는 사람들을 위해 비용을 절감할 수 있다는 주장을 옹호하게 했다. 1933년에 나치는 힘을 얻게 되었고 그 때쯤 독일에는 이미 인종적으로 가치 있는 사람들을 구하는 반면, 인종적으로 가치 없는 이들을 사회에서 없애자는 사회정책이 존재했다.
히틀러는 유대인에 대한 그의 증오를 공공연하게 드러냈다. 그의 책 "나의 투쟁(Mein Kampf)"에서 그는 유대인들을 독일의 정치적, 교육적, 문화적 사회에서 배제시키고자 하는 그의 의도를 경고했다. 그가 유대인들을 몰살시키고자 했다고 쓰지는 않았지만 사적으로는 매우 분명하게 얘기 되었다. 이미 1922년에 전해진 바에 따르면 그는 그 당시 저널리스트였던 마요르 요제프 헬(Major Joseph Hell)에게 말하기를
"내가 정말 힘 있는 사람이 되면, 나는 제일 먼저 유대인을 몰살시킬 것이다. 내가 이것을 하게 될만큼 힘이 생기자마자 나는 교통 여건이 허락하는 한 뮌헨의 마리엔플레츠에 교수대를 차례로 지을 것이다. 그리고 나서 유대인들은 무차별적으로 교수형을 시킬 것이고 위생에 문제가 없을 만큼 오랜 시간, 악취가 진동할 때까지 그들을 내버려둘 것이다. 그들이 교수대에서 내려오자 마자 다음 유대인이 교수형에 처해지고 뮌헨에 유대인이 없어질 때까지 교수형을 행할 것이다. 다른 도시들은 이 관행을 따라 독일 전체의 유대인을 모두 몰살시킬 것이다. "
보수적인 반유대주의에 견주어, 독일의 가톨릭에 보다 조용한 반유대주의가 존재했는데 이는 학대에 반대하는 가톨릭 신자들을 없애는데 영향력을 미쳤다. 따라서 학대에 반대하는 유명한 가톨릭의 시위는 유대인 대학살을 반대하는 시위와는 동반되지 않았다.
독일(그리고 다른 어디든)의 가장 독설에 찬 세 번째 반유대주의는 민족주의 반유대주의 혹은 인종 차별주의라 불리는데, 이는 맨 처음으로 폭력을 정당화했다. 어떻게든 1938년이나 1939년에 히틀러가 독일 유대인들을 없애기 위해 강제로 이주하는 것을 알아차렸어야 했다. 그때는 아직 유대인을 죽이는 어떠한 행위도 일어나지 않았었다. 그러나 이것은 나치나 다른 곳에서 폭력적인 방식을 사용하는 것을 망설였다거나 유대인에 반하고 유대인의 상점에 침투하는 것을 망설였다는 것을 뜻하지는 않는다. 하지만 전쟁의 두 번째 해까지는 어떠한 공식적인 학살도 일어나지 않았었다. 이것은 ‘예약(reservation)' 프로젝트가 실패한 이후 진행되었다. 그렇다고 이것들이 치명적인 요소를 포함하지 않았다는 것을 뜻하지는 않는다.

### 법적 탄압과 이주
나치 지도자는 민족공동체(Volksgemeinschaft)의 존재를 공표했다. 나치정책은 사람들을 두 가지 종류로 나누었는데 민족 공동체에 속하는 같은 국민과 그에 속하지 않는 이방인이다. 유대인 탄압에 대한 나치의 정책은 사람들을 세 종류의 적으로 나누었다. 먼저 혈통으로 인해 인종적인 적으로 간주된 유대인과 집시이다. 막스주의자, 진보주의자, 기독교 신자, 반동자와 같은 정치적인 적과 도덕적인 적으로는 동성애자, 일을 하기 싫어하는 사람 그리고 상습범들이 있었다. 이들 모두는 다루기 힘든 국가적인 적으로 간주되었다. 마지막 두 그룹은 재교육을 위해 강제 수용소로 보내졌는데, 이의 목적은 그들을 민족공동체로 흡수하기 위해서였다. 하지만 도덕적인 적으로 간주된 몇몇 사람들은 불임시술을 받아야 했고, 그들은 유전적으로 하등한 사람으로 여겨졌다.
정의에 의해 인종적인 적으로 여겨지는 유대인들은 절대 민족공동체에 속할 수 없었다. 그들은 철저히 사회로부터 배제되었다. 독일 역사학자 데틀레프 포이케르트가 말하기를 국가 사회주의자들의 목표는 이상적인 민족공동체를 만드는 것이었고, 완전한 경찰의 감시 하에 모든 이단적인 행동과 그러한 모든 시도를 테러로 간주하는 것이었다.
1933년 3월 독일의회 선거에서, 나치는 반대파에 폭력을 동반한 캠페인을 더욱 심화시켰다. 지방 정부 당국의 협조에 힘입어 이들은 자신들에게 반대하는 이들을 사법절차에 의하지 않고 구속시키기 위한 강제 수용소를 설립한다. 1933년 3월, 다하우에 가장 먼저 강제수용소가 설립되었다. 이 수용소의 초기 목적은 민족 공동체에 따르지 않는 사람들에게 공포감을 심어 그들을 제지하는 것이었다.
1930년대에 유대인의 법적, 경제적, 사회적 권리는 꾸준히 제한되었다. 1933년 4월 1일 첫 국가적 유대주의 캠페인인 유대인 기업의 불매운동이 일어났다. 처음에는 1 주를 계획하였으나, 지지자가 부족하여 하루 만에 끝이 나버렸다. 1933년, 일련의 법률이 입법되었는데, 이 법률은 핵심분야에서 유대인을 제외하는 것이었다: 전문 공무 회복에 관한 법, 나치 독일에서 통과된 첫 번째 반유대주의 법, 의사나 법률가가 되는 것, 그리고 농장을 소유하거나 농업에 종사하는 것을 금지하는 법.
유대인 변호사는 자격을 박탈당하였는데, 특히 드레스덴에서 유대인 변호사와 판사들은 그들의 사무실과 법정 밖으로 끌려나와 몰매를 맞았다. 히틀러는 공무원들 중 제1차 세계대전 참전용사이거나 그의 아버지나 아들이 참전했다면 자격을 박탈하지 않고 계속 사무실에 남아 일 할 수 있도록 했다. 히틀러는 그러나 1937년 그 면제제도를 취소했다. 유대인들은 학교와 대학 (학교의 과밀을 방지하기 위한 법)에서 제외되었고, 기자협회에서도 제외되었으며 신문사를 소유하거나 신문사의 편집장이 되는 것도 금지되었다.
1933년 7월, 유전적으로 병이 있는 자손을 낳는 것을 방지하기 위해 열등한 사람을 강제적으로 불임화하는 법이 통과되었다. 이러한 우생정책은 200여개가 넘는 유전건강 법원이 설립되게 했고, 나치 통치 하에 400,000명이 넘는 불임시술을 받게 되었다.
1935년, 히틀러는 뉘른베르크법을 소개했는데, 이 법은 아리안이 유대인과 성적관계를 맺거나 결혼을 하는 것을 금지시키는 것이다. 비록 이 법이 나중에 집시와 흑인 그리고 그들의 사생아 또한 포함하게 되었지만 (독일 혈통과 독일 명예를 지키는 법) 이 법으로 인하여 유대인들은 그들의 시민권을 박탈당했다. 이와 동시에 나치는 이러한 유대인 제한법을 정당화하기 위해 인종오염 개념을 널리 알리는 과장된 선전을 펼쳤다. 히틀러는 “혈통 법”을 문제에 대한 합법적인 규제가 미래에 일어나게 될 실패를 통해 법이 국가 사회주의 정당의 마지막 해결책이 될 것임을 말했다. 히틀러는 만약 유대인 문제가 이와 같은 법들로 해결되지 않는다면, 법에 의한 최후의 해결책을 제시하기 위해 국가사회주의 당이 이것을 맡아야 한다고 말했다. “최후의 해결책” 또는 “궁극적 해결”은 나치에게 유대인 몰살정책의 완곡한 표현이였다. 1939년 1월, 그는 공개연설에서 이렇게 말했다.
“만약 유럽 내부와 외부의 국제금융 유대인이 또 다른 세계 전쟁에 빠지게 하는데 성공한다면, 그 결과는 세계의 적화가 아니라 유대인의 승리를 말하므로 유럽에서 유대인들은 몰살되어야 한다."
연설 중 이 장면은 유럽에서 유대인을 몰살하기 위한 합리적인 근거와 청사진을 제공하기 위해 1940년 나치 선전영화인 영원한 유대인(Der ewige Jude)에 사용되었다.
유대인들 중 지성인들이 가장 먼저 고향을 떠났다. 철학자 월터 벤자민은 1933년 3월 18일 파리로 떠났다. 소설가 레옹 페츠바그너는 스위스로 떠났다. 지휘자 브루노 월터는 그가 베를린 필하모닉 홀에서 콘서트를 하면 그곳이 불타게 될 것이라는 얘기를 듣고 떠났다 : 프랭크 펄터는 4월 6일 월터와 그의 동료 지휘자 오토 클램퍼러가 "예술적 유대 청산인"에 의해 불러 일으켜진 독일 대중의 분위기를 정부가 보호해 줄 수 없었으므로 떠나야 했다. 알베르트 아인슈타인은 1933년 1월 30일 미국에 방문중이었다. 그는 벨기에의 오스텐더로 돌아왔고, 다시는 독일로 돌아갈 수 없었다. 그는 빌헬름 황제 협회와 프로이센 학술회에서 쫓겨났으며, 그의 시민권은 박탈되었다. 1938년 독일이 오스트리아를 합병했을 때 지그문트 프로이트와 그의 가족은 비엔나에서 영국으로 도망가야 했다. 예술 프로이센 학술회의 명예로운 회장직을 맡은 맥스 리버만은 회장직을 박탈당하고 그의 동료 중 그 누구에게도 위로의 말을 들을 수 없었으며 2년 후 죽을 때까지 그는 철저히 외면당했다. 1943년 경찰이 자리를 보전하고 있는 85세의 미망인을 강제 추방시키기 위해 들 것을 들고 도착했을 때, 그녀는 들 것에 실려 나가기보다 바르비투르 과다복용으로 자살하는 것을 택했다.

### 크리스탈나흐트(1938)
1938년 11월 7일 미성년자 유대인 헤르셸 그린슈판(Herschel Grynszpan)은 파리 주재 독일대사관 3등서기관 에른스트 에두아르트 폼 라트(Ernst Eduard vom Rath)를 암살했다. 이 사건은 나치에 의해 유대인에 대한 법적 탄압을 넘어서는 대규모의 물리적 폭력구실로 사용되었다. 나치가 주장한 자발적인 '공공의 분노'는 사실 나치당에 의해 집단 대학살을 선동하는 하나의 흐름이였으며 이는 SA 멤버와 오스트리아, 주데텐 지방을 포함한 독일 나치와 연관된 사람들에 의해 행해졌다. 이러한 집단 학살은 "깨진 유리의 밤" (Reichskristallnacht, 문자 그대로 '크리스탈 밤') 혹은 11월 집단학살로 알려져 있다. 유대인들은 공격당했고, 유대인들의 공공재는 파손되었다. 7,000개가 넘는 유대인 상점과 1,200채가 넘은 유대교회당은 피해를 입거나 파괴되었다.
공식적으로 알려진 숫자인 91명의 사상자보다 더 많은 사상자가 발생했을 것으로 예상된다. 약 30,000명이 다하우(Dachau), 작센하우젠(Sachsenhausen), 부헨발트(Buchenwald), 오라니부르크(Oranieburg), 등에 있는 강제 수용소에 수감되었다. 그들은 몇 주간 수감되었는데 곧 그들이 다른 곳으로 이주될 것이라 확실하거나 그들의 재산을 나치에 양도할 경우 풀려날 수도 있었다. 독일 유대인들은 대학살을 피하기 위해 물질적으로 보상하기도 했는데, 이는 수 백, 수 천 마르크였으며 이 뿐만 아니라 “속죄 세금”으로 10억 마르크가 넘는 돈을 지불해야 했다. 이러한 집단학살 이후 독일로부터 유대인들의 이주는 가속화되었고, 독일에서 공개적인 유대인의 삶은 끝장이 났다.

### 재정착과 강제추방
전쟁 이전 나치는 유럽으로부터 독일 유대인을 대량 강제추방하는 것을 고심하였다. 1938~1939년 히틀러는 샤흐트 계획에 동의했고 사흐트 계획이 필요 없어지질 때까지 수 천명의 유대인 강제추방이 이루어졌다. 이것은 히틀러가 그 때는 아직 일어나지 않았던 대학살에 대한 관심을 보여준다.
이전에 독일의 식민지였던 탄자니아, 사우스 웨스트 아프리카 등에서 자신들의 나라를 되찾고자 했던 계획은 히틀러에 의해 중단되었다. 그는 세상 어느 곳도 용감한 독일인의 피가 흘려지지 않은 곳이 없으며 그들의 식민지는 독일의 가장 악질적인 적을 위한 거주지로 사용되어야 한다고 주장했다. 다른 식민지 지배국가 (주로 영국과 프랑스 등)에서 쫓겨난 유대인을 그들의 식민지에 살 수 있도록 하는 외교적인 노력 또한 행해졌다. 재정착이 허락된 지역으로는 영국의 팔레스타인, 이탈리아의 에디오피아, 영국의 로데시아, 프랑스의 마다가스카르, 호주가 포함되었다.
이 지역들 중 마다가스카르는 가장 심각하게 거론되었다. 하이드리히는 마다가스카르 계획을 “지역적인 최후의 해결책”이라 불렀다. : 마다가스카르는 외딴 곳에 위치했으며, 생존하기에 악조건을 갖추어 죽음을 재촉했다. 1938년 히틀러에 의해 승인된 재정착 계획은 아돌프 이치만의 사무실에서 시작되었으며, 1941년에 시작된 유대인 대량학살이 시작될 때 폐기되었다. 이 계획은 홀로코스트를 향한 중요한 심리적인 단계로 여겨졌다. 1942년 2월 10일 이 마다가스카스 계획이 중단되었음을 공표했다. 독일 외무부는 소비에트 연방과의 전쟁으로 인해 유대인을 동쪽으로 보냈다고 공식적으로 발표했다.
나치 관료들은 또한 유럽의 유대인을 시베리아로 이주하기 위한 계획도 세웠다. 오직 팔레스타인만이 나치의 재정착 계획에 대한 괄목할만한 결과를 냈기 때문에 독일의 시온주의 연방, 나치정부, 하바라 협정이 이 조약을 시작했다. 이 조약은 60,000 명의 독일 유대인을 이주시켰고, 제 2차 세계대전 발발까지 독일에서 팔레스타인에 1억 달러를 수송했다.

### 강제 수용소와 노동 수용소(1933-1945)
나치 독일의 시작과 함께 강제수용소가 설립되었고, 처음부터 감금을 위한 곳으로 사용되었다. 강제수용소에서 50%에 육박하는 사망률을 보이긴 했지만, 그곳은 사람을 죽이기 위한 곳으로 설계 된 것이 아니었다. (1942년 나치 지배하의 폴란드에 오직 많은 학살만을 위한 6개의 대규모 집단 처형장이 세워졌다.) 1939년 이후, 많은 수용소가 유대인과 전쟁포로들이 처형당하거나, 강제 노역을 하는 장소로 변했다. 15,000개의 수용소와 보조 수용소가 독일에 세워졌으며, 대부분 동부 유럽에 위치했다. 독일 내에도 많은 유대인과 폴란드 지식인, 공산당원 혹은 로마와 신티 인구를 수용하기 위한 새로운 수용소가 많이 세워졌다.
수감자들을 화물차에 태워 이송하는 일은 많은 이들이 도착지에 다다르기도 전에 죽어버려 굉장히 공포스러운 분위기에서 진행되었다.
노역을 통한 학살은 구조적인 학살정책이었다. 수용소의 수감자는 문자 그대로 죽을 때까지 일을 하거나, 체력적으로 일을 할 수 없게 되면 독가스에 의해 죽거나 총에 맞아 죽었다. 노역은 전쟁용품 생산에 사용되었다.
허락 하에 몇몇의 수용소는 수감자의 몸에 수감번호를 새겼다. 이것은 12시간에서 14시간을 교대로 일을 하게 하는데 편리했다. 노동 전후로 점호가 있었는데 이는 때때로 몇 시간 동안 이루어졌다.

### 게토(1940-1945)

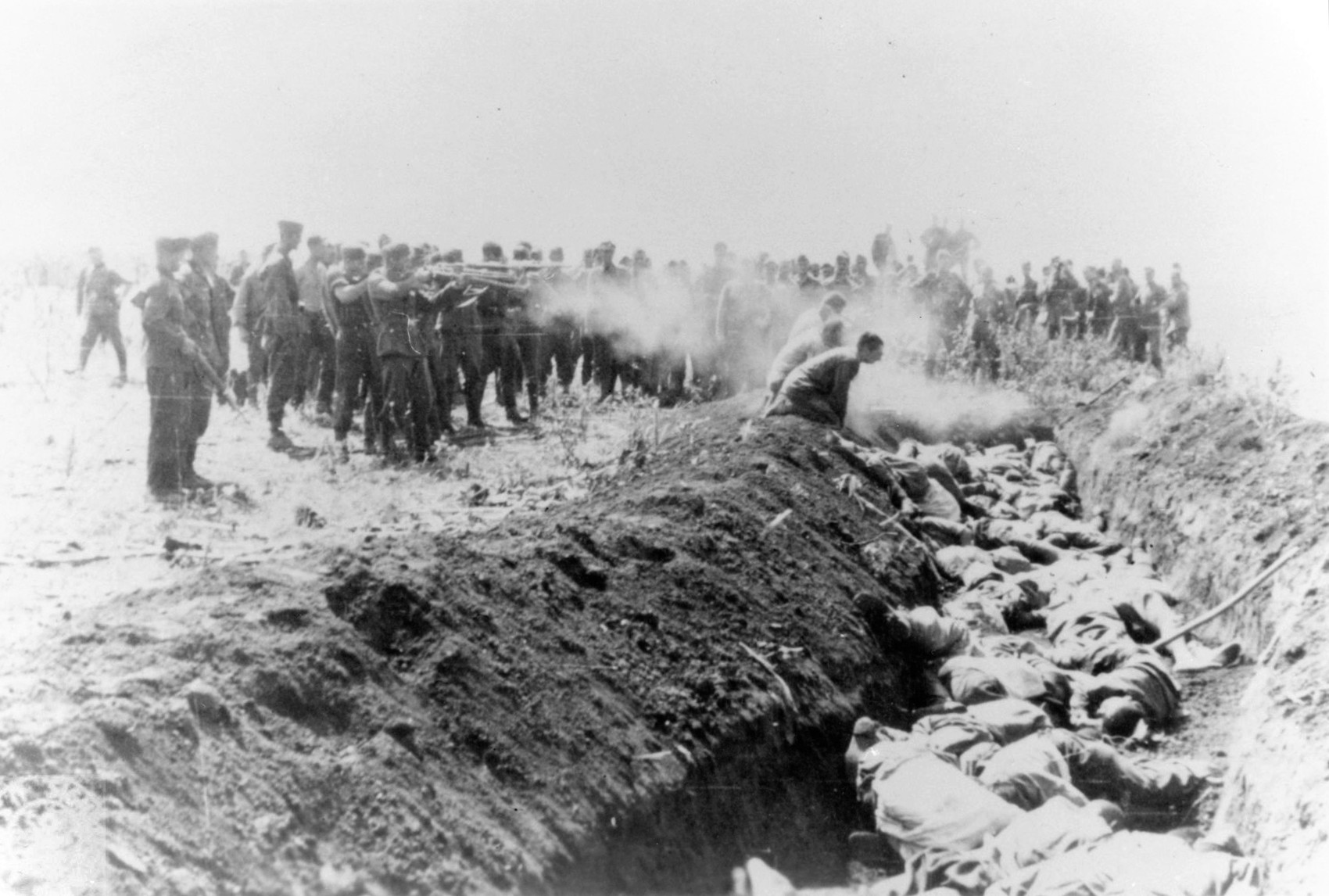
뒤에서 총을 쏘는 것은 살인자들이 희생자들의 얼굴을 볼 필요가 없고 사망자들이 무덤에 떨어질 가능성이 높기 때문에 인기가 있게 되었다.

폴란드 침공이후, 나치는 편입된 영토에 유대인이 제한된 게토와 일반정부를 설립했다. 유대인들은 유럽으로부터 추방될 때까지, 이것들은 처음에는 일시적으로 보였다. 하지만 밝혀진 것처럼, 그러한 추방은 일어나지 않았고 게토의 주민들은 대신에 학살수용소로 보내졌다. 독일인들은 각각의 게토에 유대인들의 공동체 지도자들로 구성된 유대인 공동체(Judenrat)에 의해 운영돼야 된다고 지시했고 그러한 위원회의 설립을 첫 번째 주문은 하이드리히(Heydrich)에서 특수행동부대(Einsatzgruppen)의 상부에 1939년 9월 29일 편지에 포함되었다. 게토는 다른 시간들과 다른 이유들로 형성되었고 외부세계로부터 베제되었다.
그 위원회들은 게토를 매일 운영해야 하는 책임이 있었고, 그것은 살 곳, 의료, 난방, 물, 음식의 배급문제들을 포함했다. 또한 독일인들은 위원회에 몰수시작, 강제 노동구성, 마지막으로 학살 수용소로의 추방을 용이하게 하게 하도록 하였다. 그 운영회의 기본적전략은 손실을 최소화하기 위해 노력하는 것이었고, 나치정권 또는 그 대행자이 주로 협력하였다. 점점 더 끔찍한 협정 뇌물수수와 청원을 받아들였다. 전반적으로 만연한 잔인함과 죽음을 피하기 위해 사람들은 위원회에 언어, 돈, 노동력 그리고 마지막으로 그들의 목숨을 제공했다.
각각의 유대인 공동체의 궁극적인 임무는 살해되어야 할 추방자들의 이름을 수집하도록 하는 것이었다. 비록 그 주된 패턴은 이 마지막 과제를 준수하는 것이었지만, 몇몇 위원회 지도자들은 사형 이상의 범죄를 저지르지 않은 어떤 한 사람도 넘겨지지 말아야 한다고 주장했다. 리스트 작성을 거부한 리비우(Lviv) 그리고 요제프 파르나스(Joseph Parnas) 같은 지도자들은 총살되었다. 1942년 10월 14일에 부아로짜(Buaroza)의 전체 위원회는 추방을 협력하는 대신에 자살했다. 1942년7월 23일에 바르샤바에 아담 체르니아코프(Adam Czerniakow)는 마지막으로 게토가 청산되어 그가 더 이상 무엇인가를 할 수 없을 때 자살했다. 차임 룸코프스키(Chaim Rumkowski)와 같이 독재자에게 헌신하게 된 사람들은 그들의 임무는 살 수 있는 유대인들은 살리기 위해 다른 유대인들은 희생되어야 하는 것이라고 주장했다.
게토의 박해와 살인을 용이하게 하는 위원회는 독일에서도 유지되었다. 한 사무실은 유대인 위원회의 권위는 어떠한 상황에서도 지지받고 강력해야 한다고 강조했다. 또 다른 사무실은 유대인 위원회의 지시를 복종하지 않는 유대인은 파괴자로 다뤄져야 한다고 강조했다. 유대인 전투기관이 위원회의 권위를 떨어뜨린 후 바르샤바 게토에서 발생한 것과 같은 그러한 협력관계가 무너졌을 때 독일인들은 통제를 잃게 됐다.
바르샤바 게토는 380,000명의 인원으로 가장 컸고 우치 게토는 160,000명의 인원으로 2번째로 컸다. 요컨대 느리고 수동적인 살인자인 미하엘 베렌바움(Michael Berenbaum)에 따르면 그곳은 거대하게 북적이는 감옥이었다. 바르샤바 게토는 폴란드 수도인구의 30%를 포함했지만 그 곳은 폴란드 수도지역의 2.4% 만을 차지했고 한 방당 평균 9.2명의 사람들이 있었다.
1940년과 1942년 사이에, 기아와 질병 특히 장티푸스 때문에 수십만명의 사람들이 죽었다.
바르샤바 게토의 43,000명 이상의 거주자들은 1941년에 그곳에서 죽었고 테레지엔슈타트(Theresienstadt)에서 10분의 1이상이 죽었으며 1942년에는 그 거주자들의 반 이상이 죽었다.
"독일인들은 경찰이 되었고 그들은 집들을 두드리고 다니기 시작했다. “나가, 나가, 나가, 유대인은 나가(Raus, raus, raus, Juden raus)”한 아이가 울기 시작했다. 다른 아이도 울기 시작했다. 그래서 그 엄마가 그녀의 손에 오줌을 누어서 그 아이를 조용히 시키기 위해 음료로 주었다. 그 경찰이 갔을 때 나는 그 엄마들에게 나오라고 했다. 그런데 한 아이는 두려움 때문에 죽어있었고, 다른 엄마는 그녀 자신의 아이를 기절시켜 죽였었다."
- 아브라함 말릭(Abraham Malik)이 코브노(Kovno) 게토에서 경험을 저술한 것에서.
히틀러가 1942년 7월 19일에 추방의 시작을 지시했고 그로부터 3일 후 7월 22일에 바르샤바 게토의 추방이 시작되었다. 9월 12일까지 300,000명에 사람들이 바르샤바로부터 트레블링카(Treblinka) 학살수용소까지 화물기차로 수송되었다. 많은 다른 게토들도 완전히 인구가 줄어들었다.
첫 번째 빈민가 폭동은 남동 폴란드 라크바(Łachwa)의 작은 마을에서 1942년 9월 발생했다. 1943년 무장저항 시도는 바르샤바 게토봉기와 비알리스토크(Białystok) 빈민가 반란과 같이 큰 게토들에 의해 발생했지만 모든 경우 그들은 압도적인 나치 군대에 의해 실패했고 나머지 유대인들은 살해되거나 죽음의 수용소로 추방되었다.

### 유대인 대학살(1939-1942)
지역의 인구에 의한 수많은 치명적인 학살은 제 2차 세계대전 나치의 격려에 의해 일부는 자발적으로 발생했다. 이것은 1941년 6월 30일 루마니아 이아시의 학살을 포함하는데 그 학살은 14,000 유대인이 루마니아 주민과 경찰에 의해 사망하는 사건이다. 또한 1941년 7월의 실크 프로그램(Jedwabne pogrom)을 포함하는데 이는 나치 질서경찰(Nazi Ordnungspolizei)이 있는 데서 300명 유대인이 불 난 헛간에 잠기게 되는 사건이다. 독일인에 의해 같은 곳에서 40명의 유대인 남성이 처형되었다. 이것은 발굴에 참여한 고고학 및 인류학 팀에 의해 조사된 두 개의 무덤에 있는 피해자의 숫자로 확인되었고 국립추모연구소에 의해 2000년에서 2003년 사이에 실시한 공식조사로 최종 발견되었다. 소문보다 더 많은 사람들이 희생되었음을 반증한 것이다.

### 대량 살인의 새로운 방법
1939년 12월의 시작과 함께 나치는 가스를 이용한 다중 살인의 새로운 방법을 소개하였다. 첫째로, 가스 실린더를 장착한 실험용 가스차(gas van)와 밀폐된 트렁크 칸막이는 T-4 작전(나치의 인종정책 일환으로 안락사를 이용한 장애인 학살 계획)의 일환으로써 포메라니아, 동프로이센 그리고 점령된 폴란드의 요양원에 있는 정신 질환자들을 죽이는데 사용되었다. 작센하우젠 수용소에선 100명까지 수용할 수 있는 더 큰 가스차가 실린더 대신 엔진의 배기가스를 이용하면서 1941년 11월부터 사용되었다. 이 가스차들은 1941년 12월 헤움노 집단 수용소(Chełmno extermination camp)에 소개되었고 그것 중 15대는 점령된 소련에서 대량살상조직인 특수작전집단에 의해 사용되었다. 이 가스차는 국가보안본부(SS-Reichssicherheitshauptamt)의 감독 아래에서 개발되었고 운영되었다. 또한 대략 50만명의 사람들을 죽이는데 사용되었는데 그 사람들은 주로 유대인이었지만 집시와 다른 나라 사람들도 포함되었다. 가스차는 신중하게 감독받았고 한달 동안의 관찰 후의 한 기록에서는 “기계에 어떠한 결함도 나타나지 않고 세 대의 가스차를 이용하여 9만 7천번이 진행되었다” 라고 쓰여져 있다.
새로운 다중 살인 기법의 필요성은 군사정부의 통치자인 한스 프랑크(Hans Frank)에 의해서도 언급되었다. 한스 프랑크는 다수의 사람들을 간단히 쏘아 죽일 수는 없다고 말했다.
“우리는 그들을 제거할 방법으로 설계된 단계를 밟아야 할 것입니다.”이것은 나치친위대(SS)가 독성 가스를 이용하여 거대한 규모의 살인이 동반된 실험을 하게 만든 문제였다. 크리스티안 비르트(Christian Wirth)는 가스방을 발명한 사람으로 생각된다.

### 반제 회의와 최종해결법(1942-1945)
반제 회의는 반제의 베를린 교외에서 1942년 1월 20일에 라인하르트 하이드리히에 의해서 소집되었고 유대인 문제 와 관련된 정책에 책임이 있는 국가 사무총장, 고위 관리, 파티의 리더, SS 장교와 정부 부처의 다른 지도자의 숫자를 포함 약 15명의 나치 지도자들이 참석했다. 정책 회의의 초기 목적은 유럽안에서의 유대인 문제에 대한 전반적인 해결방법에 대한 계획을 논의하는 것이었다. 하이드리히는 히틀러의 명령에 의해 유럽내 유대인들을 해결하기 위한 방법으로서 다양한 점령 지역에서 대량 살인을 계획했다. 특히 장관급 관료들이 이 정책을 위한 지식과 책임을 모두 공유 할 수 있도록 하기 위한 것이었다.
아이히만에 의해 그려진 분의 사본은 살아있다, 하지만 하이드리히의 지시에, 그것들은 "완곡 어법 언어"로서 쓰여졌다. 따라서 회의에서 사용된 정확한 단어는 알려져 있지 않다. 그러나, 하이드리히는 동쪽에 유대인 철수 정책에 의해 추방을 나타내는 회의는 대체되었다고 연설했다. 이는 독일에 의해서 통제 되는 지역뿐만 아니라 영국과 미국을 포함하는 나머지 나라들에 의해 통제되는 지역에 사는 11만 유대인들을 포함하는 임시적인 해결방법에서 궁극적인 해결방법까지 될 수 있는 것처럼 보였다. 그 해결방법이 무엇인가에 대해서는 의심할 여지가 없었다. "하이드리히는 또한 '최종 해결책'의 문구에 의해서 이해되도록 분명히 했다.” 최종해결책은 ‘유대인들이 강제 노동과 대량 학살의 조합에 의해 전멸할 것이다.’이다.
관계자는이 200만은 여전히 소련의 통제하에 있었지만 230만 유대인은 일반정부, 850,000은 헝가리에, 다른 점령 국가에서 110만, USSR에서 안에 오백만까지 있었다고 들었다 - 총 약 650만. 이들은 모두 거의 모두가 한번에 가스로 죽을 폴란드에 있는 학살 수용소 (Vernichtungslager)로 기차에 의해 수송 될 것이다. 아우슈비츠 강제 수용소와 같은 일부 캠프에서는 일에 적합한 사람들은 잠시동안 살 수 있지만, 결국 모두 살해 될 것이다. 괴링의 대표, 박사 에리히 노이만은 산업 노동자들의 몇 가지 클래스에 대한 제한된 면제를 받았다.

### 반응

#### 독일의 대중
그의 1983년 책, 대중의 의견과 나치 독일의 정치적 반대에서, 이안 커쇼는 나치 기간 동안 바이에른에서 Alltagsgeschichte (일상 생활의 역사)를 조사했다. 대부분의 바이에른인의 태도를 묘사하면서, 커쇼는 가장 일반적인 관점은 유대인들에게 어떠한 일이 일어나고 있는지에 대한 무관심이었다고 주장했다. 커쇼는 대부분의 바이에른인이 쇼아에 대해 막연하게 알고 있으나 “유대인 문제에 대한 마지막 해결책에” 관한 정책에 대해서는 상당한 걱정을 하고 있었다고 주장했다. 커쇼는 "아우슈비츠로 가는 길이 증오에 의해 만들어졌고 무관심에 의해 길이 닦였다"고 비유했다.
대부분의 바바리아, 그리고 함축적으로 대부분의 독일인은, 쇼아에 무관심 있다는 커쇼의 평가는 이스라엘 역사학자 오토 도브 Kulka, 나치 독일의 여론에 대한 전문가 및 캐나다 역사학자 마이클 케이타 비판에 직면했다. 케이타는 커쇼가 반유대주의의 인기 정도를 경시했다고 주장했고, 나치 독일의 "자연스러운" 반유대주의가 행해지고 있다고 인정할 지라도 이러한 작업은 독일의 상당한 수를 포함하고 있기 때문에, 위로부터 단독으로 오는 것으로서 나치의 과도한 반유대주의를 보는 것은 옳지 않다. Kulka는 대부분의 독일인은 커쇼가 그들을 대중의견과 정치적 반대에서 묘사한 것보다 더 반유대적이라고 주장했고 오히려 "무관심", "수동적인 공모"가 독일인들의 반응을 묘사하는 더 나은 용어가 될 수 있다.
나치정권에 반대 하는 유대인들 또는 독일인들에 관한 관점으로만 연구를 집중 시키면, 나치 독일의 역사 학자 크리스토프 디퍼가 그의 1983년 에세이 "Der Deutsche Widerstand und die Juden" (영어로 번역하면 “독일인의 정황과 유대인들” Yad Vashem의 저서 16권, 1984)에서 반 나치 민족 보수주의자들의 거의 대부분은 반유대주의라고 주장했다. 디퍼는 민족 보수주의자들의 거의 대부분이 “유대인의 관료적인 것과 의사 법적 박탈이 1938년에 여전히 받아들여질때까지 행해졌다고” 썼다. 디퍼는 어떠한 독일 저항자들도 홀로코스트를 지지했다고 쓴 적이 없었지만 그는 또한 민족 보수주의자들은 히틀러에 의해 그들의 계획이 엎어지고 나서 유대인들의 시민권을 회복시킬 의도는 아니었다고 말했다. 디퍼가 정권의 상대방에 의해 세워진 관점에서 보면 독일인들의 대부분이 유대인 문제는 존재했고 해결되어야 한다고 믿고 있다고 주장했다.
2012년에 실시한 연구에서 베를린에 다양한 기능의 3,000개의 수용소가 있고 또 다른 1,300개가 함부르크에 있다고 이야기했고 그것의 공동 연구원은 독일 인구는 그러한 유행을 고려하면 박해에 대해 알고있는 것을 피할 수 있는 가능성은 거의 없다고 결론을 내렸다. 로버트 Gellately는 대부분의 독일 민간인이 어떤 일이 일어나고 있는지 알고 있다고 주장했다. Gellately에 따르면, 정부는 언론과 민간인을 통한 음모는 가스 챔버의 사용을 제외한 모든 측면에 대해 인식하고 있다고 발표했다. 반면에, 어떤 역사적 증거는 홀로 코스트 희생자의 대부분은, 이전의 강제 수용소에 추방당했고, 그들을 기다려온 운명을 알지도 못했고 거부 할 수도 없었다. ; 그들은 정직하게 그들이 다시 정착 할 수 있다고 믿었다.

### 동기
독일의 역사학자 Hans Buchheim이 프랑크푸르트의 뉘른베르크 재판에서 기소 측 전문 감정인으로서 활동했던 경험을 담아 1965년에 발간한 에세이 “Command and Compliance”에 따르면, 아우슈비츠 내에서 유대인을 비롯한 수감자들을 살해하는데 있어 가해자들의 자유의지를 침범하는 어떠한 강압적인 명령도 없었다고 한다. Buchheim은 범죄나 다름없는 그 명령들은 충분히 회피할 기회가 있었다고 저술하며, 이러한 명령을 이행하지 않은 SS친위대원들이 강제수용소에 수감되거나 처형당했다는 어떠한 증거도 찾을 수 없었다고 한다. 게다가 하인리히 힘러가 그의 대원들에게 ‘모범적이고 예의바른’ 모습을 갖추길 강조한 만큼 SS친위대는 불필요한 가학행위는 오히려 지양하고 있었으며, 가학행위는 그들 중 특별히 잔인한 성향을 지녔거나 국가 사회주의에 과도한 충성을 증명해보이려는 개인들의 돌출행동 정도로 여겼다. 마지막으로 Buchheim은 결백한 사람들 중 그런 길로 빠져버린 이들 역시 소속감을 유지하기 위해, 또는 명령을 거부할 경우 동료로부터 ‘약자’로 취급받지 않기 위해 그러한 선택을 한 것일 뿐 피할 수 없는 명령이 아니었다고 주장한다.
1992년에 발간된 홀로코스트 사학자 Christopher Browning의 저서 “Ordinary Men: Reserve Police Battalion 101 and the Final Solution in Poland”에서 그는 유대인들을 체포하고 학살하며 수용소로 이송하던 임무를 수행한 경찰조직을 다뤘다. 101부대라 불린 이 경찰조직의 대원들은 대부분이 병역에 부적합한 함부르크 노동계급 출신의 동향 중년 남성들로, 학살에 대한 어떠한 교육도 받지 않았었다. 그리고 부대의 지휘관은 학살임무가 주어지면 이에 대해 불쾌감을 가지는 부대원들에게는 직접적으로 참여하지 않을 선택권을 주었다. 대신에 학살현장통제와 저지선형성 등의 간접적인 작업에만 참여하도록 하였다. 그리고 500여명의 부대원 중 15명 미만의 대원만이 이를 선택하였고 절대다수는 학살에 적극적으로 동참했다.
후일 Stanley Milgram은 Milgram Experiment를 통해서, 응집력이 강력한 그룹 내에서는 인정받은 권위자가 내린 명령이 도덕적으로 적합하지 않다고 여겨진다 하더라도 대다수의 개인은 이에 복종하듯이 따른다는 가설을 도출해내었다. 그리고 이에 큰 영향을 받은 Browning은 위의 101부대의 사례가 단순히 개인과 집단의 광기와 폭력성보다는 권위에의 복종(obedience to authority)이나 동류집단 압력(peer group pressure)에 의한 결과일 가능성이 크다고 주장한다.
러시아의 역사가 Sergei Kudryashov는 죽음의 수용소에 필요한 간수들을 훈련하여 제공하던 SS친위대의 트라브니키 훈련소에 대해 연구해왔다. 이 트라브니키 간수들 중 일부는 포로수용소에서 벗어나기 위해 SS친위대에 자원한 공산권 출신 전쟁포로들도 있었다. 사학자 Browning은 이러한 Hiwis(자원자)들은 반공의식과 반유대주의를 기준으로 선발되었으며 대부분이 우크라이나 혹은 발트 3국 출신이었다고 전한다. 그리고 Kudryashov는 이들이 대개 실제로는 반유대주의나 국가 사회주의에 별다른 애착이 없었다고 주장하며(Browning에 의해 확정되진 않음) 여전히 공산주의자로서 살았다고 한다.
그러나 트라브니키 간수들의 절대다수는 반유대주의에는 관심도 관련도 없음에도 불구하고 SS친위대의 유대인 학살지침을 충실하게 이행했다. 이들의 유대인 학살은 “별다른 감정이나 목적은 없지만 체계적”이었다고 묘사된다.
전부는 아닐지라도 일단 유대인 집단학살수용소에서 근무한 이 간수의 대다수는 기본적으로 각자 두 자리수 이상의 유대인을 살해했다.
이 “트라브니키 사나이(Trawnikimänner)”들은 트라브니키(Trawniki)는 물론이고 아우슈비츠(Auschwitz)를 비롯해 베우제츠(Belzec), 소비버(Sobibór), 트레블링카 II(Treblinka II), 바르샤바(Warsaw)(3회), 쳉스토호바(Częstochowa), 루블린(Lublin), 리보프(Lvov), 라돔(Radom), 크라쿠프(Kraków), 비아위스토크(Białystok)(2회), 마이다네크(Majdanek) 등 “Final Solution"의 모든 주요현장에 파견되어 주도적으로 유대인 학살을 실시했다.

### 집단 학살 수용소
| 수용소          | 사망자    | 좌표                                                              | 주석                 |
| --------------- | --------- | ----------------------------------------------------------------- | -------------------- |
| Auschwitz II    | 1,000,000 | 북위 50° 2′ 9″ 동경 19° 10′ 42″ / 북위 50.03583° 동경 19.17833°   | [ 55 ] [ 56 ] [ 57 ] |
| Belzec          | 600,000   | 북위 50° 22′ 18″ 동경 23° 27′ 27″ / 북위 50.37167° 동경 23.45750° | [ 58 ] [ 59 ]        |
| Chełmno         | 320,000   | 북위 52° 9′ 27″ 동경 18° 43′ 43″ / 북위 52.15750° 동경 18.72861°  | [ 60 ] [ 61 ]        |
| Jasenovac       | 58–97,000 | 북위 45° 16′ 54″ 동경 16° 56′ 6″ / 북위 45.28167° 동경 16.93500°  | [ 62 ] [ 63 ]        |
| Majdanek        | 360,000   | 북위 51° 13′ 13″ 동경 22° 36′ 0″ / 북위 51.22028° 동경 22.60000°  | [ 64 ] [ 65 ]        |
| Maly Trostinets | 65,000    | 북위 53° 51′ 4″ 동경 27° 42′ 17″ / 북위 53.85111° 동경 27.70472°  | [ 66 ] [ 67 ]        |
| Sobibór         | 250,000   | 북위 51° 26′ 50″ 동경 23° 35′ 37″ / 북위 51.44722° 동경 23.59361° | [ 68 ] [ 69 ]        |
| Treblinka       | 870,000   | 북위 52° 37′ 35″ 동경 22° 2′ 49″ / 북위 52.62639° 동경 22.04694°  | [ 70 ] [ 71 ]        |

1942년, 아우슈비츠와 5개의 수용소들이 집단학살 수용소(Vernichtungslager)로 지정되어 라인하르트의 유대인 학살계획(Operation/Aktion Reinhard)을 수행하게 되었다. 이중 헤움노(Chełmno)와 마이다네크(Majdanek) 두 수용소는 이미 충실한 노동 및 전쟁포로 수용소로서 기능하고 있었기에 단순히 학살기능만 추가하면 되었다. 그 외 베우제츠(Belzec), 소비버(Sobibór), 트레블링카(Treblinka) 세 곳의 수용소는 오로지 유대인들을 더 많이 더 빨리 살처분하기 위한 목적만으로 건설되었다.
그리고 동일한 목적의 일곱 번째 수용소는 벨라루스의 말리 트로스티네츠(Maly Trostinets)에 건설되었고, 발칸반도의 야세노바츠(Jasenovac) 수용소에서는 주로 세르비아 민족이 처리되었다.
이 집단학살 수용소는 나치정권의 눈엣가시(대개 공산주의자나 우생학적 불합격자)들이 유폐되고 노동착취를 당하던 다하우(Dachau)나 벨젠(Belsen) 등 독일 내부에 위치한 집단 수용소와 혼동되곤 한다. 하지만 이는 확실히 구분지어야 하며, 독일의 괴뢰국들에 설립되어 전쟁포로를 비롯한 수감자들의 노동력을 강제로 착취하던 수용소들과도 역시 확실히 구별해야 한다.

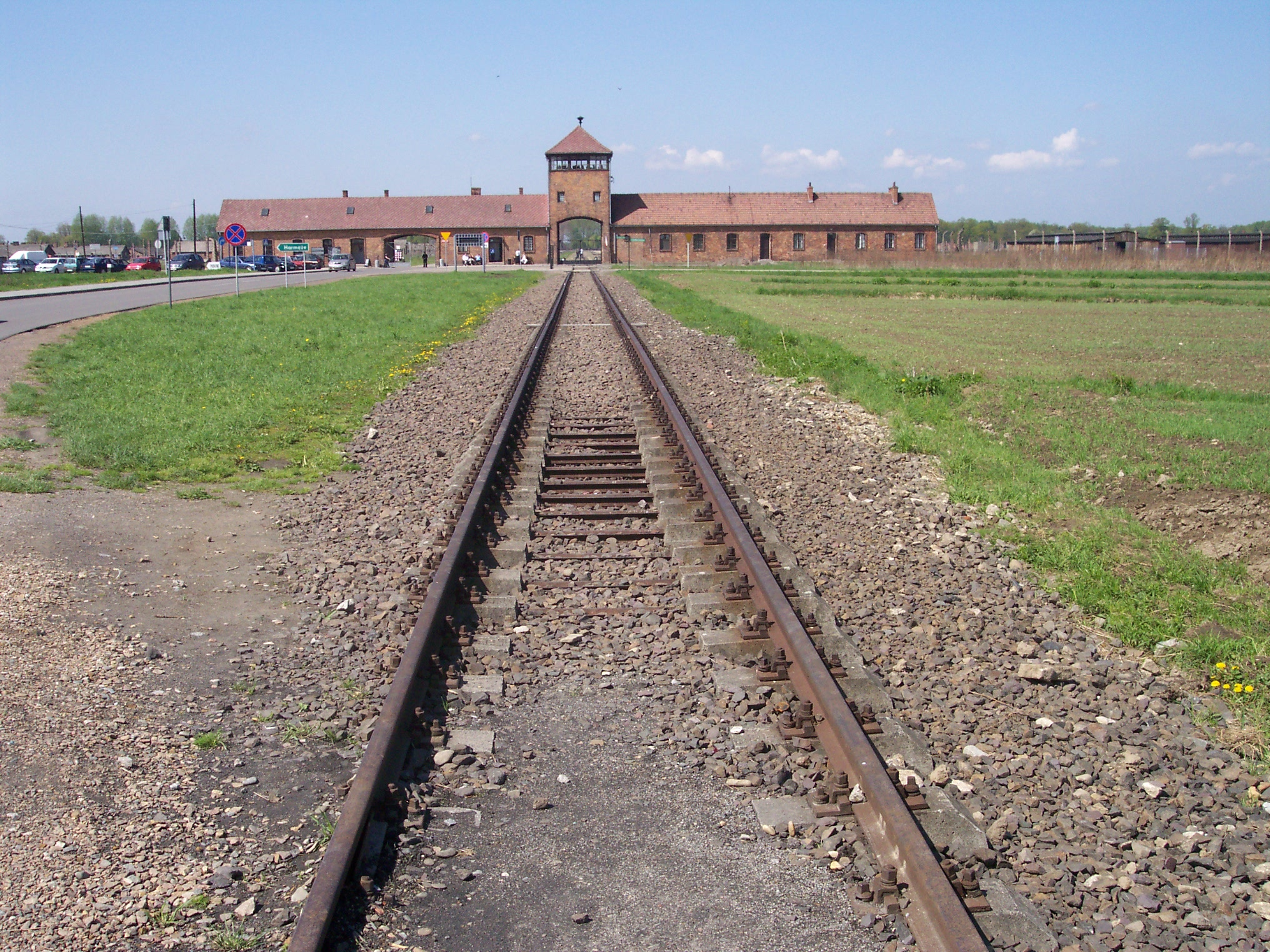
아우슈비츠 수용소로 향하는 철로

물론 모든 나치독일의 수용소에서는 기아와 질병 그리고 과로로 인해 굉장히 높은 사망률이 기록되긴 했지만, 기본적으로 집단학살 수용소는 기존의 수용소와는 달리 수감자의 대량학살만을 위해 설계된 수용소임을 명심해야 한다.
수용소의 화물적재램프로 기차가 유대인들을 실어온다. 하루에 한번, 많게는 다섯 번까지 불철주야 실어나른다. 사람들은 유럽의 가슴속에서 끊임없이 사라져가고, 앞서 도착했던 ‘화물’들의 운명을 알지 못한 채 이곳에 당도한다. 그리고 이 수라장에 놓인 이들은 - 나는 곧 일어날 일을 알고 있다 - 열에 아홉은 가스실에 놓일 것이다.— Rudolf Vrba, 1942.8.18에서 1943.6.7까지 아우슈비츠의 유대인수송램프에서 근무

이러한 집단학살 수용소는 SS장교에 의해 운영되었지만, 대부분의 간수와 기간병들은 위에서 언급되었다시피 반유대주의와는 별 인연이 없는 우크라이나나 발트 3국 출신이었다.

### 가스실

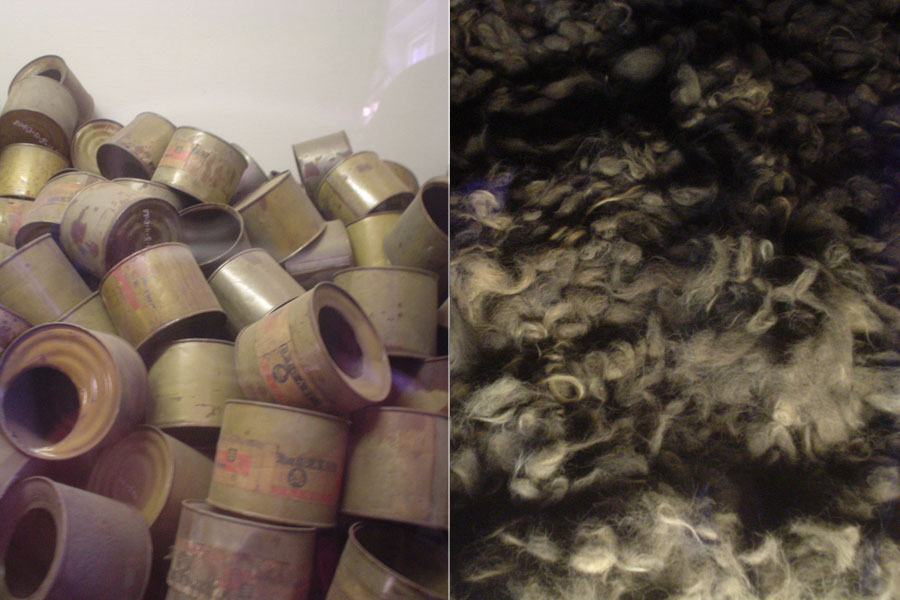
학살에 사용된 가스의 고형이 담겼던 빈 캔들과 아우슈비츠 박물관에 전시된 주인잃은 머리카락들

가스실을 구비한 모든 집단학살 수용소는 기차를 통해 모든 포로들을 받았다. 때로는 실려온 그대로 가스실로 보내지기도 했지만, 대개 수용소 군의관이 검사하여 강제노동 수용소로 보낼 극소수의 인부를 선별하곤 했다. 그리고 나머지는 접수 플랫폼으로 보내지고 여기서 모든 소유품들은 나치의 전쟁자금 마련을 위해 압수되었다. 그리고 알몸으로 가스실로 몰아넣어졌다. 간수들은 대개 방역을 위해 샤워를 시키는 것이라고 알리고는 입실이 완료되면 외부에서 ‘입욕’ 등과 같은 신호를 주고받는다. 가끔씩 입실 전에 비누나 수건을 쥐어주어 혹시 모를 유대인들의 공황상태를 예방하기도 했으며 심지어 긴 여정으로 인해 갈증을 호소하는 인원들에게는 샤워 후에 지급될 커피가 식고 있으니 빠르게 씻을 준비나 하라고 이야기하기도 했다.

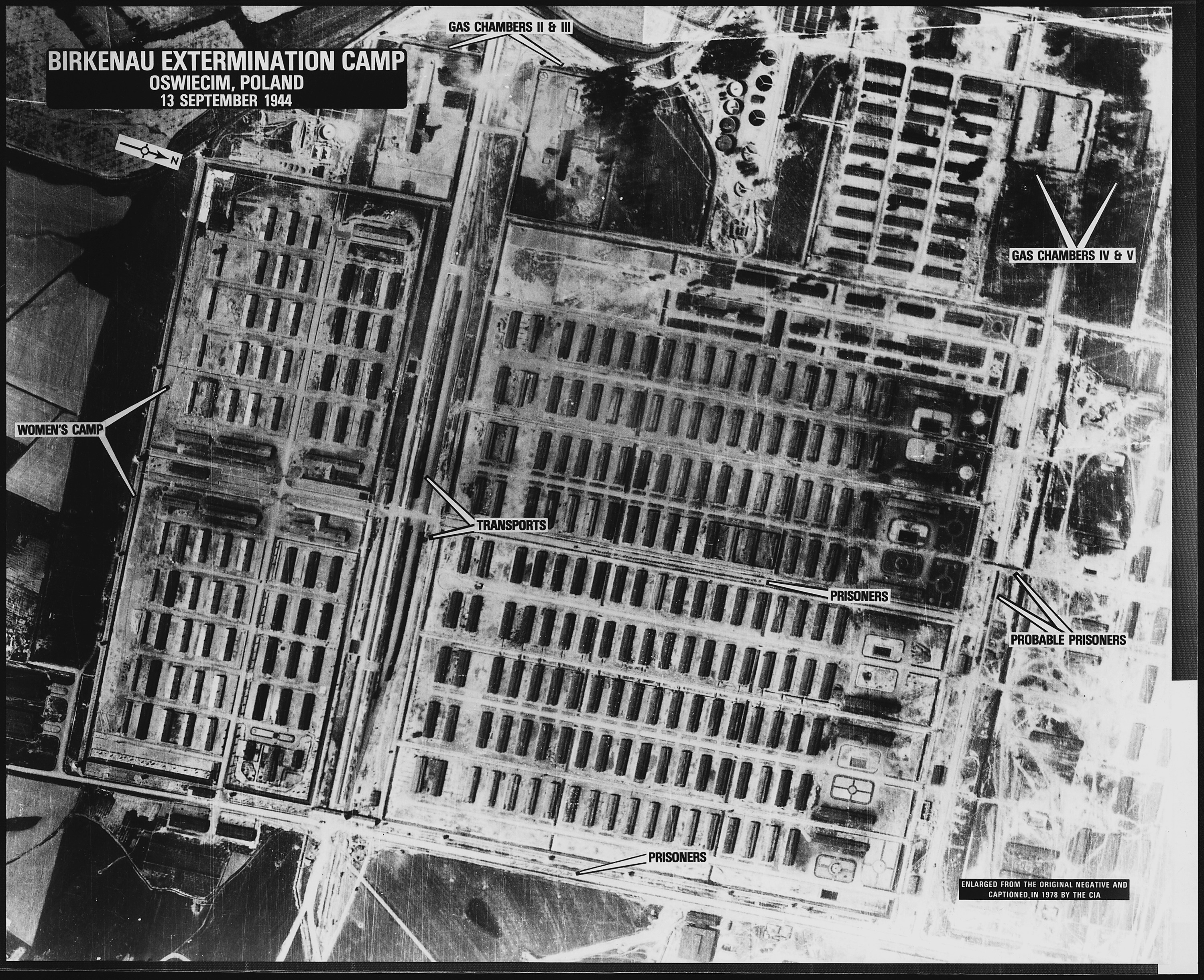
정찰기에 의해 촬영된 아우슈비츠-비르케나우 수용소, 1944년 9월 13일

아우슈비츠의 소장이었던 루돌프 회스에 의하면, 벙커1은 800명을 벙커2는 1,200명을 한번에 ‘처분’할 수 있었다고 한다. 일단 가스실에 입실이 완료되면 모든 문은 잠기고 고체 알갱이상태의 치클론 B가 측벽의 환기구를 통해 투여되고 이는 곧 유독한 사이안화 수소를 내뿜는다. 1/3이 즉사하고 20분 이내에 환기구에 가까운 쪽부터 모든 입실자들이 사망하게 된다. 가스실을 감독하던 SS군의관으로 근무했던 Johann Kremer는 “고함과 비명이 가스실의 모든 틈새를 통해 들려왔고, 이를 통해 그들이 살기 위해 얼마나 몸부림쳤는지 알 수 있었다.”고 진술했다. 희생자들이 모두 숨을 거두고 난 실내는 대개 아비규환의 흔적이 그대로 남아있었다. 뒤틀린 채 죽은 이들의 피부는 붉거나 푸른 반점들로 가득했고 일부는 거품을 물거나 귀에서 피를 흘렸다.
잔여가스를 모두 제거하고 시신들을 모두 치우는 등 가스실의 사후처리 작업에는 최대 4시간이 걸렸으며, 화장하기 전 여성의 모발은 잘라내고 치과의사 포로를 이용해 금니들을 적출했다.비워진 가스실의 바닥을 청소하고 벽은 흰색으로 덧칠했다.
이 모든 작업은 유대인 포로 작업반인 특별특공대에 의해 수행되었다. 화장터 1과 2의 특별특공대는 화장시설의 다락에서 살았고 3과 4는 가스실에서 살았다. 이들에 의해 시신 처리작업이 끝나면 SS대원이 적출된 금니의 개수와 시신의 구강상흔 수를 맞춰보고, 만약 금이 누락된 것으로 간주된다면 해당 포로는 그 자리에서 소각로에 던져졌다.
초기에 시신들은 가스실에서 꺼내져 그대로 깊은 구덩이에 묻혀 석회로 덮혔지만, 1942년 9월에서 11월 사이에 하인리히 힘러의 명령에 의해 다시 꺼내어져 소각되었다. 우리가 알고있는 가스실과 화장터는 1943년부터 유대인 학살이 본격화되면서 지어진 것들이다.

우리는 트레블링카에서의 시행착오를 통해 많은 개선안을 얻게 되었다. 우선 한번에 2000명을 처분하더라도 200명을 수용하는 10개의 가스실을 쓰던 과거에 비해, 800명과 1200명을 수용하는 2개의 가스실을 운용하게 된 점이다. 따라서 포로의 처분을 결정하기 위해 검진하는 데에는 SS군의관 2명이면 충분했다. 포로들은 의사를 향해 줄줄이 걸어가고 의사는 그대로 걸어서 통과하는 포로들의 상태를 보고 노동력으로 활용할지 처형할지 즉석에서 판결하여 각기 다른 방향으로 보냈다. 수용소 아니면 가스실. 물론 유아들은 노동에 부적합하기 때문에 예외 없이 가스실로 보냈다.
트레블링카를 통해 우리가 이룩한 또 다른 개선은 포로의 안정이었다. 트레블링카에서 포로들은 대부분이 자신이 곧 죽을 것이라는 사실을 알았지만 아우슈비츠에서는 포로들이 그러한 자각을 하지 못하도록 속이기 위해 많은 노력을 기했다. 물론 가끔씩 그들이 우리의 진의를 알아채고 자잘한 말썽을 부리거나 폭동을 일으키기도 했다. 그리고 언제나 여성들은 치맛자락에 아이를 숨겼지만, 발견하는 즉시 남김없이 가스실로 보냈다.
이러한 상황에서 우린 언제나 비밀리에 작업을 수행해야 했지만, 당연하게도 반복적인 소각으로 퍼지는 악취와 구역질나는 시체 탄내는 근방 지역에 완전히 배어버렸고, 주민들까지 아우슈비츠에서 학살이 벌어진다는 것을 알아챘다.— 루돌프 회스의 뉘른베르크 증언

### 유대인의 반발

#### 저항의 정의와 평가
나치의 학살에 대한 유대인 공동체의 반응은 거의 완벽한 무저항으로 특징지을 수 있다. 실제로 넘쳐나는 나치독일의 프로파간다 자료와는 달리, 유대 공동체의 자체적인 저항운동에 대한 자료는 거의 전무하다시피 하다. 당시 유럽을 전체적으로 살펴보더라도 유대인들은 저항기구 수립이나 무장 활동에 대한 계획 자체가 없었고, 심리전에 대한 대비조차 없었다. 그들은 완전히 무방비 상태였었다.

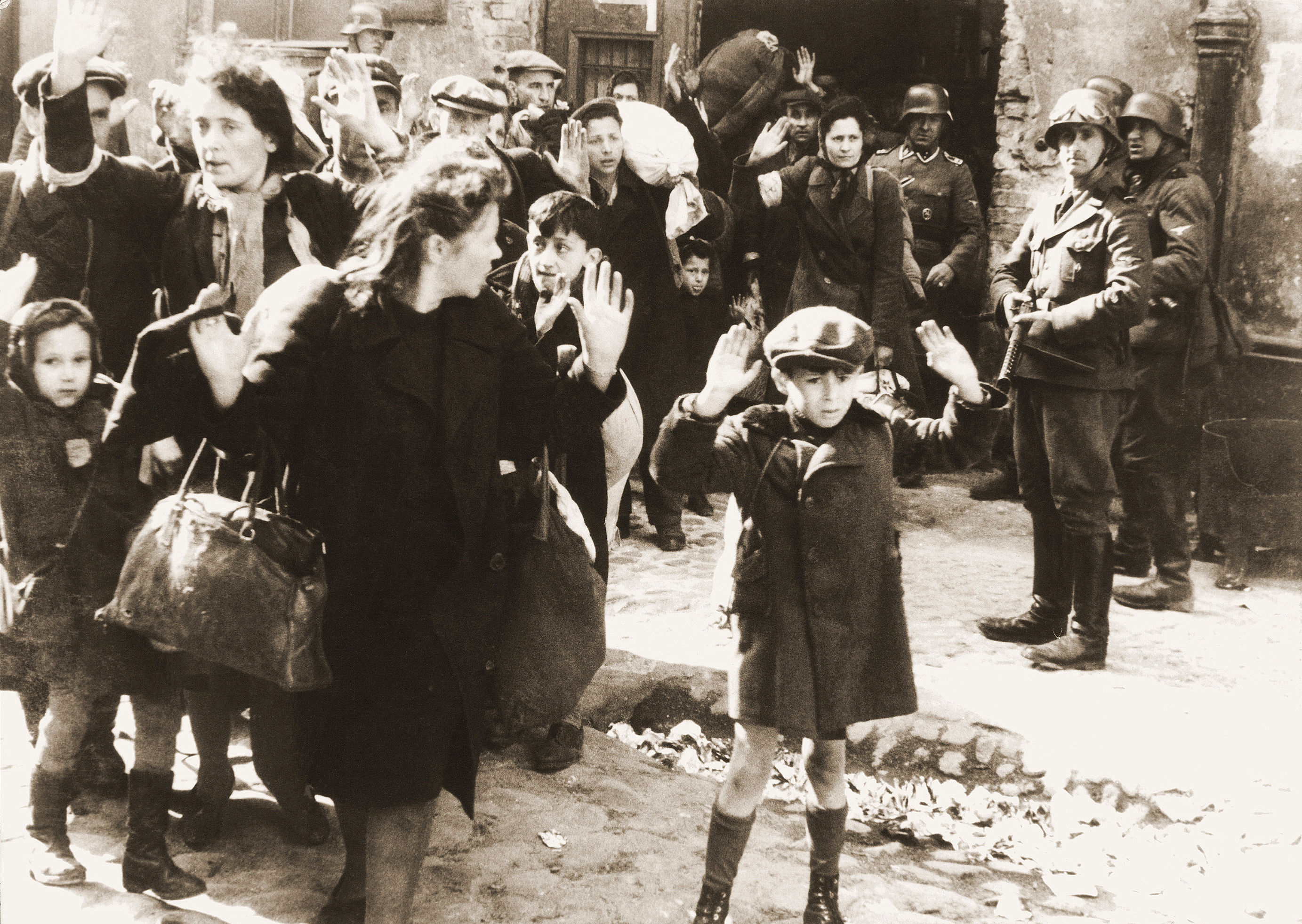
바르샤바 게토 봉기(1943.1)
체포되어 방공호에서 강제로 연행되어나가는 유대인들
-하인리히 힘러에게 보고된
Jurgen Stroop의 Stroop Report에서

...유대인과 관련한 독일군 측 사상자 자료를 분석해 보면, 유대인의 조직적인 무장저항은 없었다고 봐도 무방할 정도였다. 오히려 독일은 유대인을 체포하고 이송하는데 있어서 유대인 사회의 순종적인 참여에 상당부분 의존하는 경향까지 보였다.
...그나마 각 지역 Resistance 등에 산재하며 적극적으로 저항활동을 벌이던 유대인들은, 동족들이 집단적인 무력감과 타성에 빠져 순순히 나치의 명령에 이끌리는 것을 경고하며 “도살자에 이끌려가는 양떼가 되지 마십시오” 라고 호소하고 다니곤 했다.
...두 집단학살 수용소를 관리했던 Franz Stangl은 전후 서독 감옥에 투옥되고 받은 인터뷰에서 나치 치하의 유대인들과 그 처분에 대한 질문에 이렇게 답했다. ‘최근 나그네쥐에 관한 책을 읽었는데, 자신들이 어디를 가는 것인지 알지도 못한 채 집단적으로 벼랑을 향해 달려가는 이 쥐들에게서 트레블린카 수용소에 바글거리던 그들이 겹쳐 보였다.'
-The Destruction of the European Jews, Raul Hilberg

Peter Longerich 역시 막대한 연구 끝에 “유대인들은 실질적으로 어떠한 저항도 하지 않았다”라고 결론지었다.
Hilberg는 이러한 순응적인 태도는 유대인 박해의 역사를 통해 설명할 수 있다고 주장했다.'유대인들은 수세기동안 단순히 압제자들에게 애원하기만 할뿐, 명령에 복종하며 극적으로 치닫을 수 있는 상황은 되도록 피함으로써 자신들에 대한 박해가 수그러들 때까지 받을 수 있는 피해를 최소화하는 방식을 선택해 왔다. 이 때문에 유대인 사회는 박해를 받는 시기에는 항상 수많은 피해를 받았지만, 마치 물이 빠지면 드러나는 바위와 같이 다시 재기하곤 했으며 사실상 이들이 지상에서 완전히 사라진 적은 없었다. 하지만 ‘이번만큼은 지금까지와 다르다’는 사실을 너무 늦게 깨달았다는 것이 문제였다.
결국 그들은 반복되어온 순종의 역사가 각인시킨 타성 속에 갇혀버린 셈이다.'
하지만 Yehuda Bauer를 비롯한 동료 사학자들은 당시 유대인들의 저항정신을 단순히 겉으로 드러난 물리적 항쟁뿐만 아니라, 그들이 존엄성과 인권을 지키기 위해 취한 모든 종류의 행동들까지 포함해 고려해야 한다고 주장했다.
"유대인들은 모든 게토, 강제송환 열차, 강제 수용소와 심지어 가스실 앞에서까지 온갖 형태로 저항을 표시했다. 조악한 무기를 들고 싸우는 자들과, 어떠한 상황에서도 항상 저항의 뜻을 밝히는 자들, 그리고 죽음의 위협을 무릅쓰고 물과 음식을 구하기 위해 용기를 짜내는 자들, 이 모든 행동들은 나치독일이 자신들의 죽음을 조소와 함께 감상하는 것만은 용인할 수 없었던 유대인들 마지막 자존심의 발로였다.
이중에서 무위와 순종이야말로 벗어날 수 없는 잔인무도한 폭력 앞에서 그들이 취할 수 있는 유일하고도 가장 숭고한 저항이었다.
 짐승보다 못한 취급 속에 확정된 죽음을 목전에 두고도 인간으로서 마지막 품위를 지키려 애쓰고, 차라리 죽고 싶게 만드는 고문 속에서도 끝까지 생명의 끈을 놓지 않아 고문기술자를 곤혹스럽게 하는 것이야말로 그들의 저항이었다.
결국 모든 것이 끝나고 나서, 이들의 순응과 죽음은 전범재판에서 나치독일의 잔인무도함을 고발하는 가장 강렬한 증거가 되었다. 인간정신의 승리였다."
-The Holocaust: The Jewish Tragedy, Martin Gilbert

한편 Hilberg는 위에 인용된 Gilbert의 평가처럼 과잉되고 범위조차 명확치 않은 정의를 통해 유대인 저항을 필요이상으로 과대평가하는 흐름을 경계하며 이렇게 말했다.
“평범하거나 순수했던 사람들이 전쟁 속에서 무자비한 학살을 자행하게 되어버린 케이스처럼 개인적이고 흔치않은 사례들을 당시의 보편적인 사례로 과장한다면 우리는 정작 나치독일이 취한 정책의 특성과 의도에 대해 명확하고 일관된 평가를 내릴 수 없게 된다.
마찬가지로 흔치 않거나 소규모의 개별적인 사례들을 당시의 시대상인 양 포장하면 실제로 벌어졌던 사건들의 의의와 기본성격까지도 왜곡시켜버릴 수가 있다. 실제로 저항의 정의를 끝없이 확장하고 사례들은 과장하다보니, 오히려 실제로 실행되었던 저항다운 저항운동들은 제대로 주목받지 못하는 경우가 발생하고 있다. 이러한 흐름대로 간다면 영웅적 정신은 유럽의 모든 유대인들과 그 공동체들의 기본 소양으로 치부되어버리고, 정작 저항을 행동에 옮겼던 소수 유대인들의 진정한 용기는 퇴색시키는 결과를 낳게 될 것이다.
여기서 우리는 유대사회의 이러한 ‘순응하는 대다수와 행동하는 극소수의 혼재와 불통’을 단순히 문제해결 과정을 흐리멍텅하게 만드는 맹탕 공동체로 치부하는데 그쳐서는 안된다. 이 구조는 사실상 자신들이 속한 공동체에 대한 생산적인 질문과 대안을 주고받는 것이 불가능하며, 이는 곧 공동체 스스로 추론능력과 생존전략을 포기하는 것과 마찬가지이다. 이러한 문제를 외면한다면, 유대인의 역사는 더 이상 지속될 수 없을 것이다.”

#### - 무력봉기 및 연합군/저항군과의 연계

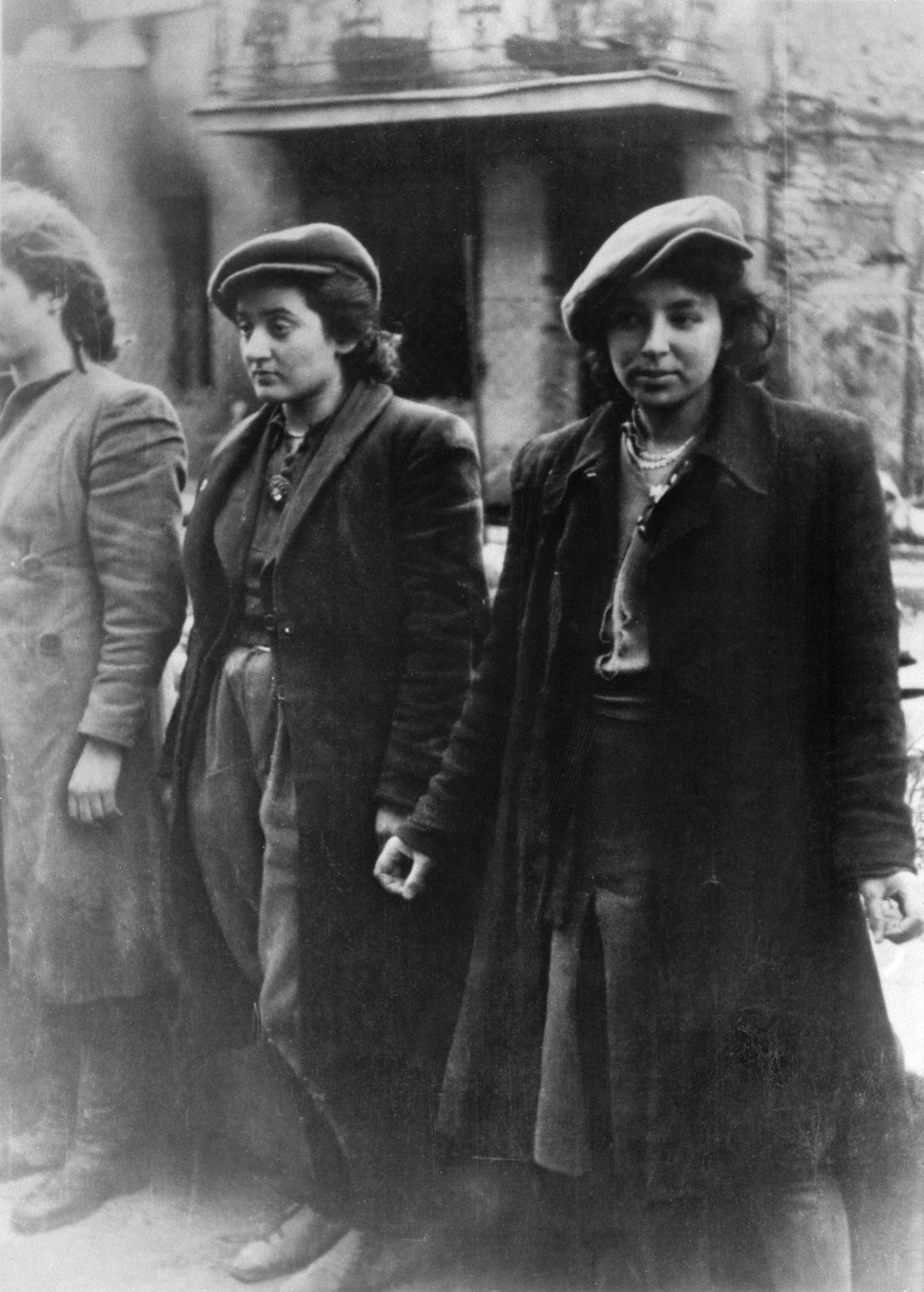
연행되어온 유대인 레지스탕스, 바르샤바 게토, 1943

물론 무력저항이 아예 없었던 것은 아니다. 게토에서 비롯된 봉기의 일례로는 1943년 1월, 조악한 무장을 갖춘 유대인들이 SS부대를 4주나 지연시키다 독일 측 원군에 의해 패배했던 바르샤바 게토 봉기가 있다. 이 전투로 유대인 13,000명이 전사하고 57,885명이 추방되거나 집단학살 수용소로 보내졌다. 독일 측 피해는 진영별로 극명하게 갈리는데, 유대인 측 자료에는 독일군 수백명을 사살했다고 적혀있지만 독일 측에는 17명 사망에 93명 부상으로 적혀있다.
5월에는 비아위스토크 게토에서, 같은 해 9월에는 빌나 게토에서 단기간 봉기가 발생했다.
그 외에 가장 유명한 저항사례로는 바르샤바 봉기가 있다. 1944년 8월 1일부터 2달간 지속된 이 봉기는 Tadeusz Bór Komorowski 장군에 의해 주도되어 하루만에 바르샤바를 점령하고 해방지구를 형성하는데에 이르렀다. 하지만 또다른 대규모 봉기를 우려한 하인리히 힘러에 의해 강경진압이 결정되어, 봉기군 전원과 더불어 20만명에 가까운 시민이 학살되었다. 결국 바르샤바는 1943년의 게토 봉기와 1944년의 무력봉기를 거치면서 초토화되었다.

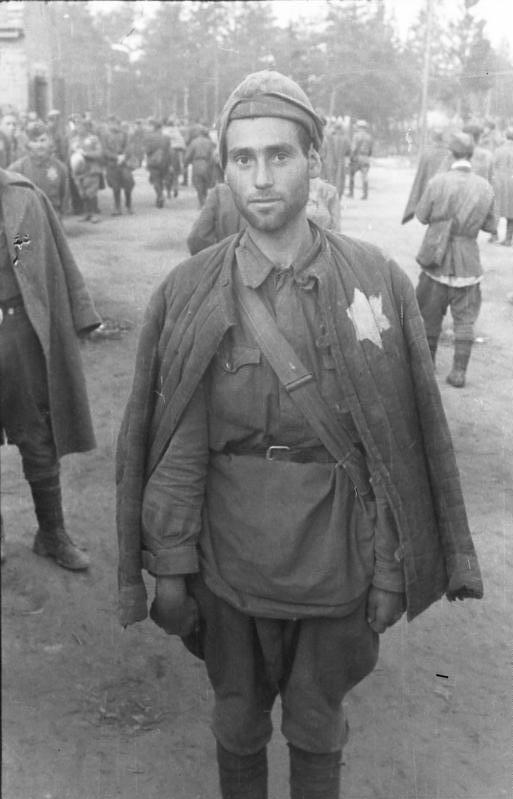
독일군에 붙잡힌 유대계 소련군 전쟁포로, 1941.8월
대전중 50만명에 가까운 유대인들이 소련군으로 복역했다.

동유럽에서는 약 2~3만의 유대인이 나치와 그 동맹들을 상대로 파르티잔으로서 활발하게 활동했고, 리투아니아에서만 3천이 넘는 독일군이 이들에게 사살되었다. 이들은 주로 게릴라전과 함께 독일군 기반시설에 대한 사보타주를 벌였고, 이따금 게토의 봉기를 유도하거나 수용소의 탈출을 돕기도 하였다. 특히나 유대인 비중이 높은 리투아니아와 벨라루스에서는 집단학살 수용소의 비극에서 수천명의 유대인들을 구출하기도 했다. 암스테르담을 비롯한 네덜란드 전역에서도 활발히 게릴라를 벌였고 수많은 유대인들이 네덜란드 레지스탕스에 가담하여 활동했다.
프랑스에서 유대인들은 저항군 참여 뿐 아니라 유대 공동체의 자체 저항조직에서도 활발히 활동했었다. 유대인 생존자들은 거의 대부분 프랑스 레지스탕스로서 나치와 비시 괴뢰정부에 맞서 게릴라전을 벌였다. 이들의 참여율과 적극성은 상당히 높아서 당시 프랑스에서 유대인 비율은 1%가 채 안되었음에도 프랑스 레지스탕스의 유대인 비율을 20%에 육박할 정도였다. 유대인 청년조직이었던 EEIF는 비시 괴뢰정부에 의해 해산되자 그대로 레지스탕스 조직에 흡수되어 정보와 자금지원을 담당했다. 시오니스트들 역시 Armee Juive를 결성하여 나치의 유대인 체포와 강제이송을 방해하고 국외로 탈출하는 작업을 수행했다. 위 두 조직은 1944년에 연합하여 파리, 리옹, 툴루즈, 그르노블, 니스의 해방에 적극적으로 참여했다.
많은 사람들이 유대인들은 도살장에 끌려가는 양처럼 죽음 앞에 소극적이었다고 생각하지만, 제가 아는 한 이는 절대 사실이 아닙니다. 저는 수많은 유대인들과 함께 레지스탕스 활동을 했고, 그들은 언제나 저보다 위험한 임무들을 도맡아 수행했습니다.— Pieter Meerburg, 레지스탕스 생존자

그리고 140만에 가까운 유대인들이 연합군에 지원하여 참전했다. 이들은 각각 50만은 공산권의 붉은 군대에, 55만은 미군에, 10만은 폴란드군, 3만은 영국군에 소속되어 있었다.
특이하게도 영국군에는 5천명의 팔레스타인 출신 유대인들이 모여 The Jewish Brigade을 결성하기도 했고, 독일어에 능통한 이들은 Special Interrogation Group에 자원하여
서부사막 전선 최전방에서 독일군에 사보타주나 특공작전을 벌였다.

#### 수용소 폭동과 탈출 시도
1943년 5월 트레블링카 수용소에서 200명이 탈출하면서 어수선해진 수용소 내부에서 폭동이 발생했다. 이때 상당수의 독일군 간수가 살해‧제압되고 수용소 건물들이 불에 탔지만 수감자 900명이 사살됐고, 600여명이 탈출에 성공했지만 이중 40명만이 종전의 기쁨을 맛볼 수 있었다.
1943년 8월, 소련군 전쟁포로를 포함한 600여명의 유대인 수감자들이 소비버(Sobibór) 집단학살 수용소에서 탈출을 시도하는 사건이 발생한다. 이로 인해 11명의 SS대원과 수많은 간수들이 사망했고, 발각되고 나서는 중화기까지 동원한 수용소 측의 공격으로 300명의 수감자가 사살되었다. 그나마 탈출한 인원의 대다수도 수용소를 둘러싼 지뢰밭을 통과하진 못하고 폭사하거나 사살되었다. 이들 중 60여명만이 탈출에 성공하여 소련의 파르티잔에 합류했다.
1년 뒤, 1944년 8월 7일에 아우슈비츠 수용소에서 250명의 Sonderkommando들이 간수들을 공격하고 여성수감자들이 인근 공장에서 밀입해온 폭약으로 4번 화장터를 폭파하는데 성공한다. 3명의 간수가 살해되었고 이중 하나는 오븐 속에 구겨진 채 발견되었다. Sonderkommando들은 이어서 바로 탈출을 시도했지만 곧 전원 사살되었다.
사실 대다수의 유대인들은 저항활동과는 관련이 없는 수동적인 태도를 보였었지만, 그들 역시 강제이주라는 명분에 순순히 응하기보다는 탈출과 협상, 공무 방해와 때때로는 뇌물까지 제공하면서 저항정신과는 별개로 나치독일의 유대인 사냥을 지연시켰다.
하지만 나치와 RHSA(국가보안본부)는 이들의 순종과 수동성을 노리고, 오히려 유대 공동체가 자체적으로 구성원들의 복종을 강제하게 유도했다. 이 계획의 대표적인 타겟조직이 독일의 Reichsvereinigung der Juden(라이히 유대인 정부)와 폴란드 게토의 Judenräte(유대 의회)였다. 나치는 이들에게 유대인 권익보호와 시오니스트에 대한 지원책 등 거짓 공약을 제시해, 이들의 협조를 얻는 데 성공했다. 결국 이 두 공동체는 유대인들에게 라이히 정부(나치독일 정부)에 대한 순종과 협조를 강권하여, 도피에 전념하던 유대 사회에 혼란을 가중하고 희생자를 더욱 불리는 결과를 낳게 된다.
"유대인들은 2천년에 가까운 세월동안 박해받으며, 저항은 구원이 아닌 죽음을 몰고 온다는 냉혹한 현실에 부딪혀 왔다. 이러한 역사의 반복 속에서 그들의 논리와 전승, 문화와 사회구조, 언어까지도 타협과 설득, 애원으로 가득차게 되었고 거기에 저항과 대결의 자리는 이미 사라지고 없었다."
-Paul Johnson, 작가 및 사학자

### 절정
1942년 6월, 라인하르트 하이드리히가 암살되었고 그 뒤를 이어 SS소속 장성인 에른스트 칼텐브루너가 RHSA(국가보안본부)의 수장이 되었다.
하인리히 힘러의 감수 아래, 그는 최종 해결법(유대인 말살계획)을 착실히 전개해나가며 1943년부터 1년간 독일의 영향권 아래에 있는 모든 유대인들을 체포하여 수용소로 보내는 데 전념했다. 유대인 학살이 절정에 달했던 1944년 봄, 아우슈비츠의 가스실에서는 하루에 8천명의 사람들이 목숨을 잃었다.
사실 나치 정부의 일반 부문 중 유대인 게토의 강제노동에 기반한 군수산업의 생산성은 손에 꼽을 정도로 높은 편이었다. 하지만 Final Solution의 실행으로 인해 1943년 모든 게토의 생산은 중단되고 유대인들은 집단학살 수용소로 보내지게 되었다. 이 일환으로 1943년 초, 바르샤바 게토에서 10만명이 넘는 사람들이 강제 이송되어 학살되었고 이로 인해 바르샤바 게토 봉기가 발생했지만 무자비하게 진압되었다.
1943년 11월 3일 단 하루만에, 마이다네크(Majdanek) 수용소와 인근 캠프들에서는 추수감사 작전(Aktion Erntefest)라는 이상한 작전명 아래 4만2천명에 달하는 유대인들이 사살되었다. 러시아 점령지에서 잡힌 유대인들도 실려오는 족족 그 자리에서 사살한 이 작전은, 나치독일이 자행한 최대의 유대인 단일 학살작전로 기록되었다.

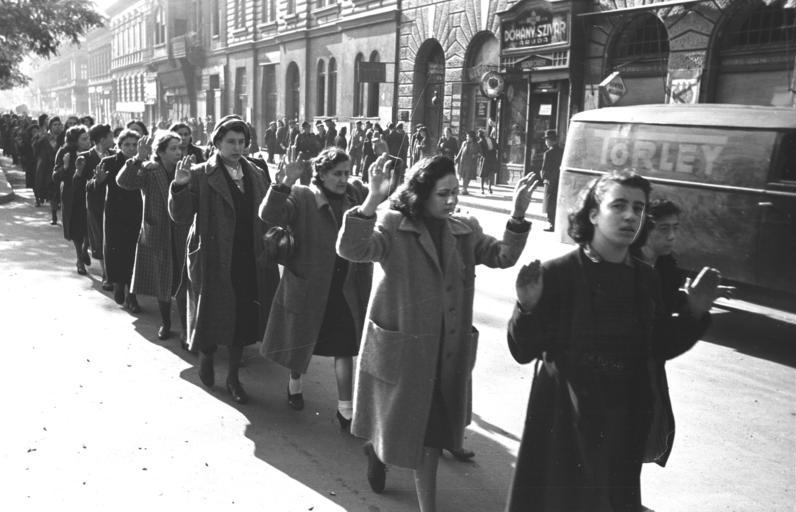
1944년 8월 20일 ~ 22일, 헝가리 부다페스트에서 붙잡힌 유대인 여성들

독일에서 유대인 수송차량은 철로 상에서 가장 우선권을 가졌었다. 심지어 1942년 끝자락에 스탈린그라드 전투로 지독한 소모전이 벌어지고, 기반시설과 철도에 대한 연합군의 폭격이 가중되던 시점에도 이 철칙은 지켜졌다. 이 때문에 군수품의 우회와 연착이 빈번하게 발생해 육군 사령관들의 빈축을 사기도 했다. 물론 숙련된 유대인 기술자들과 고학력자들이 처형이 예약된 상태로 이 차량들 속에 실려있었기 때문에 경제 부처와 경영인들의 눈길도 고울 순 없었다. 더군다나 전쟁이 막바지에 치닫을 수록 패전의 기색이 역력해졌기 때문에, 사실상 나치의 광신도가 아니라면 누구나 전후 전범처리에 대해 신경이 쓰이지 않을 수 없었다. 하지만 아돌프 히틀러의 권한을 쥐고 흔드는 하인리히 힘러와 강력한 SS의 억제력 때문에, 기본적인 군사적, 경제적 우선순위 따윈 안중에도 없는 최종 해결법을 지켜보면서도 정작 반발을 표하는 사람은 없었다.
당시 히믈러가 얼마나 이 소명에 미쳐있었는지는 나치 고위당원들의 공식 집회에서 한 연설의 녹취록 일부를 보면 알 수 있다.
지금 저는 일생일대의 난제와 마주하고 있습니다. 하지만 이런 저와 이토록 가까이 마주앉은 여러분들 중에는 이미 이것을 당연하게 여기고 있거나, 혹은 아예 인지하지 못하고 있었을 분도 있을 것입니다. 그 문제란 바로 유대인들입니다. (중략)
이제부터 제 입에서 나오는 이야기가 부디 여러분 이외의 사람들의 입에서 나오는 일이 없었으면 합니다. (중략)

남은 것은 하나입니다. 이들에게 처자식이 있으면 대체 어떻게 처리할 것인가? 결국 이 자리에 와서야 명쾌한 해답을 얻은 것 같습니다.
저는 이것들을 박멸하는데 있어서 후환이 남는 것은 용납할 수 없습니다. 물론 그 후환이 어린아이의 탈을 쓰고 있더라도 말입니다. 우리는 지구상에서 이것들을 멸종시키기 위해서 약간은 꺼림칙한 결정을 내려야만 합니다.— 하인리히 힘러, 1943.10.4. 폴란드 포젠의 나치 고위당원 모임에서

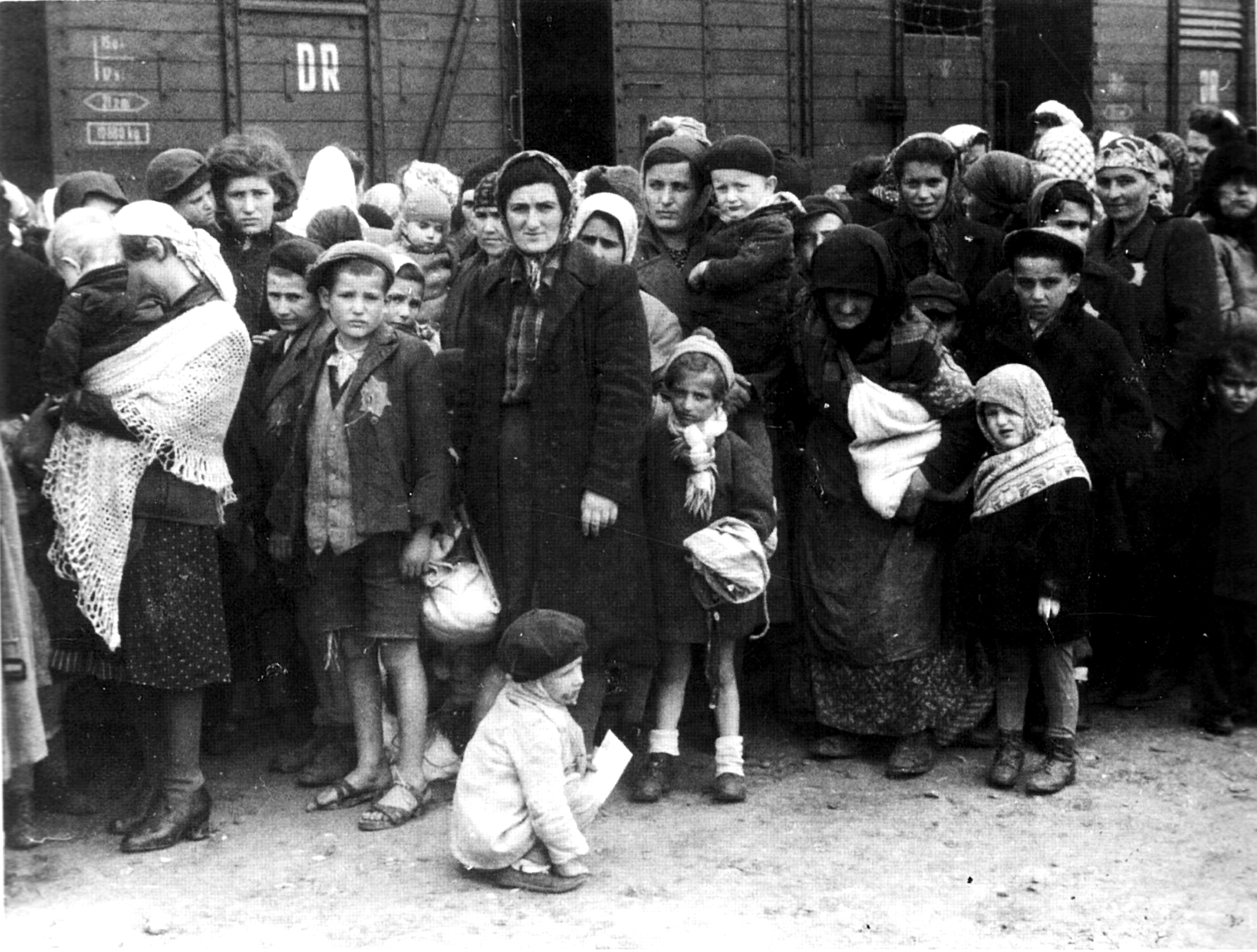
1944년 봄, 체코 동부에서 붙잡혀 아우슈비츠로 보내진 유대인 여성과 아이들

이 모임에는 해군 제독 카를 되니츠와 전시 군비 장관 알베르트 슈페어도 참석했었다. 이들 중 되니츠는 전후 뉘른베르크 전범재판에서 최종 해결법이라는 계획의 존재 자체도 모르고 있었다고 주장했고, 이는 재판에서 인정되었다. 재판이 벌어지던 당시에는 히믈러의 녹취록의 존재는 아무도 모르고 있었기 때문이다.
반면 슈페어는 재판과 뒤이은 인터뷰에서 “만약 제가 모르는 사건이 있었다면, 그것은 제가 보지 못한 게 아니라 보고 싶지 않았기 때문일 겁니다.”라고 선언했다.
1944년 봄, 폴란드의 게토들이 공터가 되기 시작해서야 학살의 규모도 줄어들기 시작했다.
그러던 중 유대인 문제로 마찰이 빈번하던 헝가리에 대해 아돌프 히틀러는 일찌감치 배신의 기미를 파악하여 3월 19일에 선제공격했다.
공격 하루 전, 아돌프 히틀러는 개인적으로 헝가리의 섭정이자 제독인 호르티 미클로시에게 다음과 같이 불만을 표시했었다.
"헝가리는 유대인 문제에 대해 아무런 조치를 취하지 않았고, 결국 난민으로 인해 폭증한 유대인 인구를 해결할 준비가 전혀 되지 않았다.”
마침내 점령이 완료된 헝가리에서 80만의 유대인들이 대량학살 수용소로 강제 이송되었고, 이를 감독하기 위해 아돌프 아이히만이 부다페스트로 파견되었다. 이들 중 절반 이상이 아우슈비츠 수용소로 이송되었고 세 달에 걸쳐 40만명 전부 살해되었다. 수용소장 이었던 루돌프 회스는 이후 전범재판에서 이 사실을 자백했다.

#### 블러드 포 굿즈 협상
헝가리 출신 유대인들을 학살하는 작전은 나치 내부에서도 강한 반발을 샀고, 아돌프 히틀러에게 그냥 학살하느니 차라리 이들에게 평화로운 정착지를 제공해주는 대신 연합국들에게 대가를 요구하라는 제안까지 나왔었다.
실제로 헝가리 출신 유대인들을 관리하던 아돌프 아이히만이 유대인 100만명과 트럭 1만대 분의 물품을 교환하는 거래를 발의했고, 이에 대해 이스탄불에서 하인리히 힘러와 영국, 유대인 단체의 대리인들이 모여 비공식 협상을 진행한 적이 있었다. 하지만 이런 성격과 규모의 거래가 제대로 성사 될 가능성은 애초에 없었다.

### 죽음의 행군(1944-1945)
1944년 중순쯤 되었을 때 “최종 해결법(Final Solution)"은 거의 실행이 완료된 상황이었다. 나치 정권에게 접근이 용이하였던 유대인 공동체의 대부분은 말살 당하였는데, 프랑스는 약 25%가 제거된 반면 폴란드는 파괴된 공동체 비율이 약 90%에 달하였다. 나치 친위대장 하인리히 힘러는 5월 5일 연설에서 ”독일과 독일 점령지 내의 유대인 문제는 전반적으로 해결되었다“고 선포하였다. 1944년에는 이 임무가 점차 어려워졌는데, 독일군이 러시아, 발칸 반도, 이탈리아 등지에서 후퇴하기 시작하였고 전투에서도 연합군에게 패전하고 있었기 때문이다. 6월에 연합군은 프랑스에 상륙하였고, 연합군의 공습과 게릴라 전투는 독일군의 철도 운영에 엄청난 차질을 빚게 만들었다. 이에 따라 기차의 일부를 죄수 운송에 쓰는 것에 할애하는 데에 대한 독일군의 반발도 무시할 수 없게 되었다.
이 당시 소련군이 점점 진격해오자 폴란드 동쪽에 있던 수용소들은 모두 폐쇄되었고 생존해있던 수감자들은 독일에 가까운 서쪽 수용소-처음에는 아우슈비츠로, 이후에는 실레지아(Silesia)에 있는 Gross Rosen으로-로 이송되었다. 마지막 13명의 죄수-모두 여성이었다-는 1944년 11월 25일 아우슈비츠 II에서 죽임을 당하였는데, 기록에 의하면 그들은 “전면적 죽음(unmittelbar getötet)"을 당하였다고 되어있어, 가스실에서 죽었는지 다른 방법으로 죽었는지는 불분명하다.
암울한 전쟁 형세에도 불구하고 수용소에서 있었던 일들을 은폐하기 위한 노력은 끊이지 않았다. 가스실은 해체되었고, 화장터는 폭파되었으며, 집단 매장지를 뒤엎고 시체들은 화장시켰다. 또한 폴란드 농부들에게 그 자리에 식물 씨앗을 키우도록 강제하여 그러한 장소가 존재하지 않았다는 인상을 주고자 하였다. 그러나 지역 지휘관들은 전쟁이 끝날 때까지 계속해서 유대인들을 죽이고 또 강제된 “죽음의 행군(Death March)"을 통해 수용소 간 이동을 시켰다.
수 년 간의 폭력과 굶주림으로 피폐해진 수감자들은 수용소에서 기차역까지 눈발을 뚫고 장거리를 걸어갈 것을 강요받았고, 이후 며칠씩 음식 없이 화물열차 안에 갇혀서 운송되었고, 내린 후에 또다시 수용소로 행군해야만 했다. 이 과정에서 뒤처지는 사람은 즉시 총살되었다. 이 행군 중에 죽은 유대인은 약 25만 명 정도로 추정된다.
이러한 죽음의 행군 중 가장 규모가 크고 잘 알려진 행군은 1945년 1월 폴란드에서 일어났다. 소련군이 아우슈비츠에 도착하기 9일 전이었는데, 수용소 경비대는 약 6만 명의 수감자들은 수용소에서 56km 떨어진 Wodzislaw(독일어: Loslau)까지 걸어가게 시켰다. 이 곳에서 수감자들은 화물열차를 통해 다른 수용소들로 이송되었는데, 여기까지의 행군 도중 약 15,000명이 죽었다고 알려졌다.

### 해방
처음으로 해방된 Majdanek 수용소는 진격하는 소련군에 의해 1944년 7월 22일에 해방되었다. Chelmno 수용소는 소련군에 의해 1945년 1월 20일에 해방되었고, 아우슈비츠 수용소 또한 소련군에 의해 1945년 1월 27일에 해방되었다. Buchenwald 수용소는 미군에 의해 4월 11일, Bergen-Belsen 수용소는 영국군에 의해 4월 15일, Dachau 수용소는 미군에 의해 4월 29일, Ravensbrück 수용소는 4월 30일 소련군에 의해, Mauthausen 수용소는 미군에 의해 5월 3일에서 6일 사이, Neuengamme 수용소는 영국군에 의해 5월 4일, 마지막으로 Theresienstadt 수용소는 소련군에 의해 5월 8일에 해방되었다. Treblinka, Sobibor, Belzec 수용소는 해방되지 못하고 1943년에 나치에 의해 파괴되었다. 미7군 윌리엄 W. 퀸 대령은 Dachau 수용소에 대해 “우리 부대는 그 곳에서 믿기 힘들 정도로 끔찍한 광경, 소리, 악취를 목격하였다. 도저히 일반적인 상식으로는 이해할 수 없는 엄청난 잔인함이었다”라고 회고한다.
소련군에 의해 발견된 수용소들의 대부분은 이미 죄수들을 이송하여 몇 천명만이 살아있었다. 아우슈비츠 수용소에서는 실험 대상이 되었던 180명의 아이들을 비롯해 7,600여 명의 수감자들이 발견되었다. Bergen-Belsen 수용소에서는 60,000여 명의 수감자들이 영국군 11사단에 의해 발견 되었는데, 13,000여 구의 시체가 매장되지 않은 채 발견되었고, 10,000여 명은 몇 주 후 티푸스나 영양실조로 사망하였다. 영국군은 남아있던 수용소 경비대를 시켜 시체를 모아서 집단 묘지를 만들게 하였다.

## 피해자와 사망 통계
| 피해자              | 사망자수        | 출처            |
| ------------------- | --------------- | --------------- |
| 유대인              | 600만명         | [ 118 ]         |
| 소련군 전쟁포로     | 2–300만명       | [ 119 ]         |
| 폴란드인            | 200만명         | [ 120 ]         |
| 집시                | 22만–150만명    | [ 121 ] [ 122 ] |
| 장애인              | 20만–25만명     | [ 123 ]         |
| 프리메이슨          | 8만–20만명      | [ 124 ] [ 125 ] |
| 슬로베니아인        | 20,000–25,000명 | [ 126 ]         |
| 동성애자            | 5,000–15,000명  | [ 127 ]         |
| 여호와의 증인들     | 2,500–5,000명   | [ 128 ]         |
| 스페인 공화주의자들 | 7000명          | [ 129 ]         |

홀로코스트 피해자에 대한 통계치는 홀로코스트란 단어에 대한 정의에 따라 다르다. 일부 학자들은 이 단어가 900만 명 유럽 유대인에 대한 큰 규모의 학살을 의미하며, 홀로코스트란 단어에 정확한 정의가 없다는 점을 지적했다. 마틴 길버트의 측정치에 따르면 총 피해자 인원수는 600만 명 이하이며, 당시 유럽 유대인의 78%를 차지하다고 말했다. 티모시 스나이더는 홀로코스트란 단어를 두 가지 의미로 나눠 보았다. 하나는 독일군이 전쟁했을 때 모든 학살행위이며 하나는 나치가 유대인에 행한 모든 압박행위이다.
포괄적인 의미의 홀로코스트로 인해 사망한 인원수는 소련 전쟁포로 200만~300만명, 폴란드인 200만명, 장애인 27만명, 집시 22만명, 프리메이슨 회원 22만명, 슬로베니아인 2만5천명, 동성애자 1만5천명, 여호와의 증인 신도 5천명, 스페인 공화주의자 5천명을 포함하여 총 1100만명이다. 더 넓은 통계범위로 600만 명의 소련 민간인을 포함하게 될 경우 총 사망인원수는 1700만 명에 달한다. 미국 홀로코스트 기념관에서 전시된 수치에 따르면 1500~2000만 명의 사람이 사망하거나 징역형을 선고받았다. 루돌프 럼멜은 홀로코스트로 인해 사망된 사람 수를 2100만 명이라고 측정하였으며, 다른 학자의 측정치에 따르면 소련 민간인의 사망 수를 합쳐 2600만 명이 사망했다고 추산한다.

### 유대인
1945년에서 지금까지 흔히 나온 학살을 당한 유대인 사망 인원 수에 대한 측정치는 6백만 명이다. 이스라엘 예루살렘에서 야드바솀에 이런 말이 전시되어 있다. 살해를 당한 유대인은 거의 제대로 통계하기 어렵고 문서에서 3백만 명의 유대인의 이름을 찾았고, 유객센터에서 전시되어 있고, 인터넷을 통해 중심데이터베이스에서도 찾을 수 있다. 6백만 명의 숫자는 당위군 장관을 맡은 아돌프 아이히만이 말한 것이다. 당위군 장관 빌헬름 회텔의 증언에 따르면 1944년 8월에 아돌프 아이히만이 그한테 6백만 명의 유대인이 학살을 당하고, 4백만 명이 강제수용소에서 죽었고 나머지 2백만 명이 총사나 질병으로 죽었다고 말했다. 1953년에 제럴드 레이틀링거가 쓴 《최종해결방안》이 피해자인원수에 대해 측정했다. 인원수는 420만-450만 명의 사이이었다. 이외에도 라울 힐베르크가 측정한 510만하고 Jacob Lestschinsky가 측정한 595만인 측정치가 있다. 이스라엘 구트만과 Robert Rozett가 쓴 《유대인대학살백과전서》 중에 측정한 사망 인원수는 559만~ 586만명의 사이였다. 베를린 공업대학의 교수 볼프강 벤츠 연구한 결과는 피해자인원수가 529만-620만명 사이인 것이다. 이스라엘유대인대학살기념관이 전시된 수치의 근거는 전쟁 전후의 인구통계대조하고 강제송환과 학살의 문서에서 온 것이다.
라울 힐베르크가 측정한 510만명의 피해자가 보수적인 측정으로 여긴다. 왜냐하면 라울 힐베르크가 찾을 수 있는 사망기록만 참조하면서 측정한 수치이기 때문이다. 《유럽유대인의 멸망》 제3판에서 80만명이 유대인 격리 구역에서 죽임을 당하고, 140만명이 총사로 사망하고 290만명이 강제수용소에서 죽었다고 쓰인다. 그는 폴란드 유대인의 사망인수 3백만 명에 달한다고 측정했다. 마틴 길버트가 최소 575만 명의 유대인을 살해당한다고 측정하고, 그 중에 오시비엥침에서 독약을 복용하게 함으로써 죽은 2백만 명도 포함이 된다. 루시 다위도비치는 전쟁 이전의 통계수치를 통해 593만 4천명의 유대인이 사망되었다고 지적했다.
각 강제수용소의 사망인원수가 380만명을 넘고 그 중에 80~90% 모두 유대인이다. 강제수용소에서 죽은 유대인이 나치 대학살로 인한 총 유대인피해자인원수의 반에 달했다. 폴란드의 유대인 거의 이런 수용소에서 죽임을 당했다. 이외에도 최소 50만 명의 유대인 기타 강제수용소에서 죽었고, 그중에 독일의 몇 개의 주요한 수용소 포함된다. 많은 유대인을 징역하고, 특히 전쟁의 마지막 1년 동안 나치가 폴란드에서 철수한 후, 약 100만 명의 사람이 이런 강제수용소에서 죽었다. 그중에 최소 50%가 유대인이고 구체적인 숫자도 정확히 알 수가 없다. 이외에도 80~100만 명의 유대인이 독일이 점령한 구역에서 살해되었다. 많은 사람들이 질병이나 영양불량으로 송환되기 전에 폴란드에 있는 유대인 격리 구역에서 죽었다.
| 국가              | 전쟁전 유대인 인구 (추정) | 사망인구 (추정) | 사망비율 |
| ----------------- | ------------------------- | --------------- | -------- |
| 폴란드            | 3,300,000                 | 3,000,000       | 90       |
| 발트해 국가들     | 253,000                   | 228,000         | 90       |
| 독일과 오스트리아 | 240,000                   | 210,000         | 90       |
| 보헤미아와 모라바 | 90,000                    | 80,000          | 89       |
| 슬로바키아        | 90,000                    | 75,000          | 83       |
| 그리스            | 70,000                    | 54,000          | 77       |
| 네덜란드          | 140,000                   | 105,000         | 75       |
| 헝가리            | 650,000                   | 450,000         | 70       |
| 벨라루스          | 375,000                   | 245,000         | 65       |
| 우크라이나        | 1,500,000                 | 900,000         | 60       |
| 벨기에            | 65,000                    | 40,000          | 60       |
| 유고슬라비아      | 43,000                    | 26,000          | 60       |
| 루마니아          | 600,000                   | 300,000         | 50       |
| 노르웨이          | 2,173                     | 890             | 41       |
| 프랑스            | 350,000                   | 90,000          | 26       |
| 불가리아          | 64,000                    | 14,000          | 22       |
| 이탈리아          | 40,000                    | 8,000           | 20       |
| 룩셈부르크        | 5,000                     | 1,000           | 20       |
| 소련              | 975,000                   | 107,000         | 11       |
| 덴마크            | 8,000                     | 52              | <1       |
| 합계              | 8,861,800                 | 5,933,900       | 67       |

#### 국가별
독일 간접 또는 직접 통제된 구역에서 약 800~1000만 명의 유대인이 있었다. 유대인대학살로 피해된 6백만 명이 전부의 60%~75%를 차지했다. 폴란드에서 330만명의 유대인 중에 90% 살해를 당했다. 라트비아와 리투아니아의 유대인 피해비율이 무려 90%에 달했다. 하지만 에스토니아의 유대인이 다행히 모두 안전하게 철수했다. 1933년의 독일과 오스트리아에서 사는 75만명 중에 1/4의 생존자만 있었다. 1939년 이전 많은 독일 유대인들은 안전하게 독일을 떠나고 체코슬로바키아, 프랑스, 네덜란드로 도망갔지만, 나중에 여전히 강제송환을 당하여 학살되었다. 체코슬로바키아, 그리스, 네덜란드, 유고슬라비아의 유대인 중에 70%가 피해를 받았다. 루마니아, 벨기에, 헝가리의 피해자 비율은 50%-70%에 달했다. 벨라루스와 우크라이나에서 피해된 유대인 비율이 비슷하지만 정확한 사망자 인원수를 알 수 없다. 유대인 피해비율이 상대적으로 낮은 국가는 불가리아, 덴마크, 프랑스, 이탈리아, 노르웨이였다. 알바니아는 1945년의 유대인인수가 1939년의 인수보다 많아지는 유일한 독일 점령국가다. 약 200명의 토종 유대인과 천명 이상의 난민이 가짜 신분증을 통해 떠나거나 60%의 이슬람교도 중에서 숨어 있었다.
1990년대 동유럽정부문서가 개방된 이후 Hilberg, Dawidowicz, Gilbert가 사망인원수에 대한 통계수치를 다시 수정했다. Wolfgang Benz가 몇 년 간의 계속 피해자 수를 업데이트를 해 왔고 그는 1999년 이런 말을 했다.
“1942년 1월 만호회의에서 제출한 모든 유럽 유대인을 인종청소를 한다는 임무는 달성하지 않았다. 하지만 6백만 명의 피해자를 죽인 대학살은 이미 인류 역사 상의 가장 큰 폭력이었다. 피해자 인원수는 일일이 알려 주지 못하고 아주 보수적인 측정수치는 이하와 같다. 숫자는 대개 측정한 수치고 이런 잔인한 폭력이 전 세계에 알려져야 한다. 대학살 피해자 중에 독일에서 165,000명, 오스트리아에서 65,000명, 프랑스하고 벨기에에서 32,000명, 네덜란드에서 10만 명을 넘고, 그리스에서 6만명, 유고슬라비아에서 사망인원수는 그리스와 같고, 14만명이 넘는 피해자 체코슬로바키아에서 왔고, 50만 명이 헝가리에서 왔고, 220만 명이 소련에서 왔고, 270만 명이 폴란드에서 왔다. 이외에도 루마니아와 트란스니스트리아 종족의 피해자인원수（20만 이상), 그리고 알바니아, 노르웨이, 이탈리아, 룩셈부르크, 불가리아에서 피해자 인원수를 더해야 한다."
-Wolfgang Benz，《대학살：독일 역사학자 연구하는 대학살》

#### 이디시어에 대한 영향
대학살은 이디시어에 큰 영향을 끼쳤다. 2차 세계 대전이전, 약 1100~1300만 명의 사람들이 이디시어를 쓰고 있었다.대학살은 유대인을 멸망하게 만들었다. 그들의 종교, 일상생활을 파괴하여 이디시어의 상용자가 급격히 줄어들었다. 피해자 중에 약 5백만 명이（85%）이디시어를 쓰고 있었다. 이디시어를 쓰지 않은 사람들인 그리스하고 발칸지역에서 쓰는 언어도 파괴되었다. 이러한 ‘유대-스페인어’가 거의 사라졌다.

### 비유대인

#### 슬라브인
1942년 여름에, 하인리히 힘러의 《동부전체계획》이 히틀러의 허락을 받았다. 구체적인 내용은 슬라브인을 그들의 고토에서 소멸하거나 유방시키거나 노예로 시킨다는 것이다. 목적은 그 땅에서 독일인이 살도록 할 것이다. 원래 계획은 20–30년의 장기에 걸쳐 추진한 것이다. 작가이며 역사학자인 도리스 L. 베르겐은 이런 말을 쓰었다. “다른 나치문헌과 마찬가지로 《동부전체계획》이 사용한 어휘가 완곡하지만 아무래도 그의 근본적인 의도는 분명하다'. 이 계획은 나치독일이 다민족정치관계에 대한 기본방침을 명확히 제기했다. 슬라브인에 대한 학살, 유대인에 대한 학살은 모두 같은 계획의 구성부분이다. 다른 역사학자 윌리엄스 W. 하겐은 이런 말을 하였다. “《동부전체계획》는 동유럽 인구에 대해 소멸할 인원수까지 예측했다. 구체적으로 말하면 폴란드인– 85%；벨라루스인 – 75%；우크라이나인 – 65%；체코인 – 50%, 이러한 거대한 감원하는 규모는 노예로 시키거나 질병에 걸리게 하거나 출산통제 등 조치로 달성하겠다는 내용이 있다 하인리히 힘러는 “이런 문제가 존재하는 것이 잔인한 인종주의와 편견이고, 2000~3000만 명의 슬라브인과 유대인은 군사적인 조치나 식량부족위기로 죽을 것이다.”라고 말했다.

#### 폴란드인
폴란드의 역사는 주변 강대국들에 의한 고난의 역사였다. 특히 독일은 폴란드의 이웃으로서 기회만 있으면 영토를 넘보았다. 히틀러의 나치는 유럽에서 폴란드의 지도를 없애고 독일의 땅으로 만들고자 했다. 그렇게 하여 독일인들을 폴란드 땅에 재정착 시킨다는 생각이었다. 폴란드인에 대한 인종청소는 폴란드의 유대인만큼 완벽하지는 않았다. 폴란드에 살고 있던 유대인들은 홀로코스트 기간 중에 90%이상이 죽임을 당하여 사라졌지만 폴란드의 기독교인들은 잔인한 독일 점령 하에서도 94%가 살아남았다. 1939년 11월, 나치 독일은 폴란드에 대한 인종청소 정책을 수립하였다. 간단히 말해서 폴란드인을 완전히 말살한다는 정책이었다. 하인리히 히믈러는 ‘폴란드인은 이 세상에서 완전히 사라져야 한다.’고 강조했다. 독일이 점령한 폴란드 서부지역의 정부(일반정부라고 부름)는 폴란드인을 완전히 제거하고 그 땅을 독일의 식민지로 만드는 책임을 맡았다. 계획에 의하면, 1952년까지 폴란드 서부지역에는 3-4백만 명의 폴란드인만을 남겨놓아 독일인들의 노예로 삼아 부려 먹는다는 것이었다. 다만, 이들 폴란드인들은 자녀를 갖지 못하도록 결혼을 금지하며 독일로부터 의료지원을 중지하는 것으로 계획되어 있었다. 그러면 자연적으로 일정 기간이 지나면 폴란드인들이 종적을 감추게 될 것이라고 생각했다. 히틀러는 폴란드 침공을 1주일 앞두고 실제로 이런 말을 했다. “동부지역(폴란드를 말함)에서 폴란드 민족의 후손이거나 폴란드 말을 사용하는 사람은 남자, 여자, 아이들을 구분하지 모두 제거해야 할 것이다. 우리의 군대는 이들에게는 절대로 자비를 보일 필요가 없다. 그래야 우리가 필요로 하는 땅을 얻을 수 있을 것이다”
전쟁 기간 중에 도합 1백80만에서 2백10만명에 이르는 비유대계 폴란드인이 독일에 의해 제거되었다. 그중 5분의 4가 폴란드 민족이었으며 나머지는 우크라이나와 백러시아의 소수민족이었다. 거의 모두 민간인들이었다. 이들 중 최소 20만 명은 강제수용소에서 희생되었고 그중 14만 6천명은 아우슈비츠에서 죽임을 당하였다. 나머지 폴란드인들은 여러 경로로 집단 학살되었다. 예를 들면 바르샤바 봉기 때에 12만에서 20만의 폴란드 민간인이 살해되었다. 독일은 폴란드인을 자연소멸하기 위해 여러 수단을 강구하였다. 예를 들면 철저한 식량배급으로 많은 사람들을 굶주려 죽게 만들었으며 위생시설을 개선하지 않고 그대로 두어서 전염병 등에 걸려 죽게 만들었고 의료서비스를 중단함으로써 병을 고치지 못하고 죽게 만들었다. 결과, 사망률이 급격히 증가하였다. 1천 명당 13-18명이었다. 2차 대전의 희생자중 5백 60만 명이 폴란드인이었다. 이에는 물론 폴란드에 살던 유대인도 포함되지만 비유대인도 포함되어 있다. 폴란드는 2차 대전으로 인하여 16%의 인구를 잃었다. 전체 유대인 3백30만 명중 3백 10만 명이 희생되었고 비유대인의 민간인은 3천1백70만 명중 2백만 명이 독일의 손에 죽임을 당하였다. 이들 희생자 중 90%는 전쟁과는 관련 없이 죽임을 당하였다. 나치 독일도 폴란드인의 청소에 앞장섰지만 후방의 소련도 폴란드인의 제거에 많은 기여를 했다.

#### 서부 슬라브인
서부 슬라브인도 마찬가지로 살해를 당했다. 측정한 수치에 따르면 약 345,000명의 체코슬로바키아에 있는 체코인과 슬로바키인들을 살해했고, 수많은 사람들이 강제 수용소로 보내고 사람들을 노예로 삼았다. 나치 독일은 남김없이 리디체를 포함한 마을들을 파괴하고 성인 남성들을 죽이고 여성과 아이들은 모두 나치 수용소로 보냈다. 소르브인도 무참히 학살했다.

#### 세르비아인과 유고슬라브인
나치는 히틀러의 의중에 따라 발칸에서 58만 1천명의 유고슬라브인을 학살했다. 이에는 크로아티아의 파시스트 동맹으로 반유고슬라비아 분리주의자인 우스타세(Ustase)가 합세하였다. 히틀러는 발칸에서 유고슬라브인을 모두 학살하라는 직접적인 명령은 내리지 않았지만 ‘세르비아인들은 인종 쓰레기(Untermensch)’라고 표명함으로써 간접적인 학살 명령을 내린 것이나 마찬가지였다. 그리하여 유고슬라비아에서도 세르비아인들이 가장 많이 희생되었다. 나치의 동조자인 유스타세는 별별 수단과 방법을 동원하여 나치의 유고슬라비아 점령지역 괴뢰정권으로서 세르비아인들을 체포하는데 앞장섰다. 보스냐크인과 크로아티아인도 상당수가 희생되었다. 주로 야세노바츠(Jasenovac) 강제수용소에서 죽었다. 유고슬라비아의 우스타세 당국은 1941년부터 45년 사이에 크로아티아에 여러 곳의 강제수용소를 설치하였다. 이곳에서 세르비아인, 유대인, 집시, 보슈냐크인, 그리고 가톨릭교도가 아닌 소수민족들이 끌려와 죽임을 당하였다. 물론 크로아티아의 정치범들과 반종교인들도 희생되었다.
니하드 할릴베고비치(Nihad Halilbegovic)가 주도한 최근 연구인 ‘야세노바츠 강제수용소의 보슈냐크인’(Bosniaks in Jasenovac Concentration Camp)에 의하면 약 10만 3천명의 보슈냐크인들이 홀로코스트 기간 중에 나치와 크로아티아 분리주의운동인 우스타샤에 의해 야세노바츠 강제수용소에서 희생되었다고 한다. 보슈냐크인들은 집시라는 명목으로 죽임을 당하였다.

#### 동부 슬라브인
벨라루스 지역이 가장 큰 희생자였다. 나치는 벨라루스에 괴뢰정부를 세우고 이들로 하여금 온갖 만행을 자행토록 부추겼다. 결국 9천개의 마을에 불에 탔으며 38만명이 강제노동을 위해 이송되었고 수만 명의 민간인이 학살당했다. 카틴(Khatyn)과 같은 마을은 마을을 불태울 때에 주민들도 모두 불에 타서 죽었다. 그런 마을이 벨라루스에 600개나 있었다. 동구에서 벨라루스로 이전한 슬라브인들이 만든 정착촌은 5,295개소가 나치에 의해 파괴되었다. 이들 정착촌의 주민들은 거의 모두가 살해되었다. 그리하여 도합 1백 67만명의 민간인이 3년 동안의 독일 점령기간에 죽임을 당했다. 이는 전체 인구의 18%에 해당하는 것이었다. 그중에서 24만 5천명은 유대인으로써 벨라루스 시민들로 구성된 특수작전집단에 의해 살해되었다.

#### 소련 전쟁 포로
독일은 소련과의 전투에서 초기에 승승장구하여 수많은 소련군 포로들을 잡았다. 독일에게 잡힌 소련군 포로들은 대략 2-3백만명으로 보고 있다. 전체 포로들의 57%가 1941-45년간에 굶주림과 학대로, 또는 처형당하여 죽었다. 다니엘 골드하겐은 소련군 전쟁포로 중 2백 80만명이 1941-42년간의 8개월 동안에 죽었으며 1944년 중반까지는 3백 30만명이 죽었다고 주장했다. 이들은 모두 독일군 포로수용소에서 생명을 잃었다. 1943년에는 독일군에게 잡힌 소련군 포로들의 사망률이 감소하였다. 이는 상당수 소련군 포로들이 강제노동을 위해 다른 곳으로 이송되었기 때문이었다. 한편, 영국군이나 미군에게 잡힌 소련군 전쟁포로는 도합 23만 1000명이었는데 그중에서 여러 사정으로 8천 3백명만이 죽었다.

#### 집시
로마니(Romani)와 신티(Sinti)라고도 불리는 집시들은 전통적으로 기록문화가 거의 없기 때문에 얼마나 많은 집시들이 희생되었는지는 정확히 모른다. 나치는 집시들이 위생상 불결한 생활을 하고 있으며 성적으로도 문란하다고 생각하여 혐오하였다. 집시들은 아우슈비츠에 끌려와서도 불결하고 불건전한 생활을 했다. 나치는 이들을 그대로 두었다가는 순수 아리안들이 피해를 입을 수도 있다는 생각에서 청소키로 결정했다. 나치가 점령한 유럽에서 집시의 수는 약 100만에 달했다. 그중 13만 명이 홀로코스트 기간 중에 희생되었다. 하지만 미국 홀로코스트기념박물관의 역사학자였던 시빌 밀튼은 희생당한 집시의 수가 22만 명에 이를 것이라고 주장했다. 영국의 마틴 길버트(Martin Gilbert)는 유럽에 70만 명의 집시가 있었으며 그중에서 나치에 의해 희생된 수는 22만 명이 훨씬 넘을 것이라고 주장했다. 그러나 앞에서도 언급했듯이 집시에 대한 통계자료가 없기 때문에 과연 얼마나 많은 집시들이 죽임을 당했는지는 확실치 않다. 심지어 오스틴의 텍사스대학교 집시문제연구소장인 이안 핸코크는 '모르면 몰라도 집시희생자의 수가 유대인희생자의 수와 맞먹을 것'이라고 보았다. 집시들은 집단으로 강제수용소에 끌려오거나 요행으로 게토로 집어넣어 지지만 어떤 경우에는 특수작전집단이 집시들의 야영지를 급습하여 현장에서 모조리 학살하는 경우도 부지기수였다. 나치 점령지의 괴뢰정부들도 집시말살에 한몫을 거들었다. 예를 들면, 크로아티아의 괴뢰정부인 우스타세는 집시들을 대거 야세노바크 강제수용소로 끌고 와서 집단 학살하였다. 1942년부터 집시들은 유대인들과 동등한 법적 처우를 받았으며 동등한 강제노역에 동원되었다. SS 책임자로서 나치 인종청소의 설계자인 하인리히 히믈러는 ‘집시 잡종(Mischlinge), 로마니(Romani: 유럽 각지에 흩어져 살고 있는 집시), 독일 혈통이 아닌 발칸 출신의 종족들은 이들이 독일 국방군에 복무하지 않는 한 모두 아우슈비츠로 보내라’고 명령했다. 1943년 1월에는 독일에 있는 모든 로마니를 색출하여 아우슈비츠로 보내라는 명령이 발표되었다. 독일의 일부 학자들은 집시(로마니)들이 원래는 아리안족이었으나 비(非)아리안족들과의 교합으로 불순한 혈통이 생겨났다고 주장했다.

#### 유색인종
나치시대에 독일 안에 사는 흑인 약 5000~25000명이 있다. 이 수치는 아시아 사람을 포함하는지 알 수가 없다. 미국대학살기념관의 기술에 따르면 1945년 그 쪽의 흑인들이 격리, 학대, 고문, 징역, 폭력을 모두 겪었다고 했다. 하지만 유대인을 멸종시키는 것처럼 체계적인 학살을 안 했다. 이외에는 이집트인, 베르베르인, 이란인, 인도인을 코카서스인으로 인식하기 때문에 압박을 당하지 않았다. 괵튀르크족, 아랍인, 남아메리카인에 대한 종족의식이 그렇게 심하지 않았다. 그래도 일부는 독일군을 위해 일을 시켰다.

#### 신체장애인/정신장애인
"우리의 시발점은 개인적인 것이 아니다. 우리가 배고픈 사람에게 식물을 주거나 목이 마른 사람에게 물을 주거나 옷이 없는 사람에게 옷을 제공하는 것에 신경을 안 쓴다. 우리의 목적은 색다른 것이다. 한 마디로 말하면 우리가 꼭 건강한 인간으로 세계를 만들어야 한다.— 요제프 괴벨스, 1938년.

T-4 작전은 1939년부터 시작했다. 그의 목적은 독일의 유전자를 건강하게 만들어 주는 것이다. 정신병을 앓는 사람이나 장애인들을 강제로 불임하게 하거나 살해했다.
1939년 ~ 1941년 동안, 나치가 정신병원에서 총 80,000 ~ 100,000명의 정신장애인들을 죽였다. 그 중에 아동은 5,000명이고 유대인은 1,000명이다. 또 다른 측정치도 있지만 보편적으로 200,000명의 정신병자가 사망했다고 여긴다. 하지만 이 숫자는 역사적으로 별로 중시를 받지 않았다. 많은 신체장애인과 정신장애인들이 실험도구로 사망했다. 독일 천주교와 개신교가 이를 강력히 반대했기 때문에, 히틀러는 1941년 8월 24일 이 프로그램을 중지시켰다.

#### 동성애자

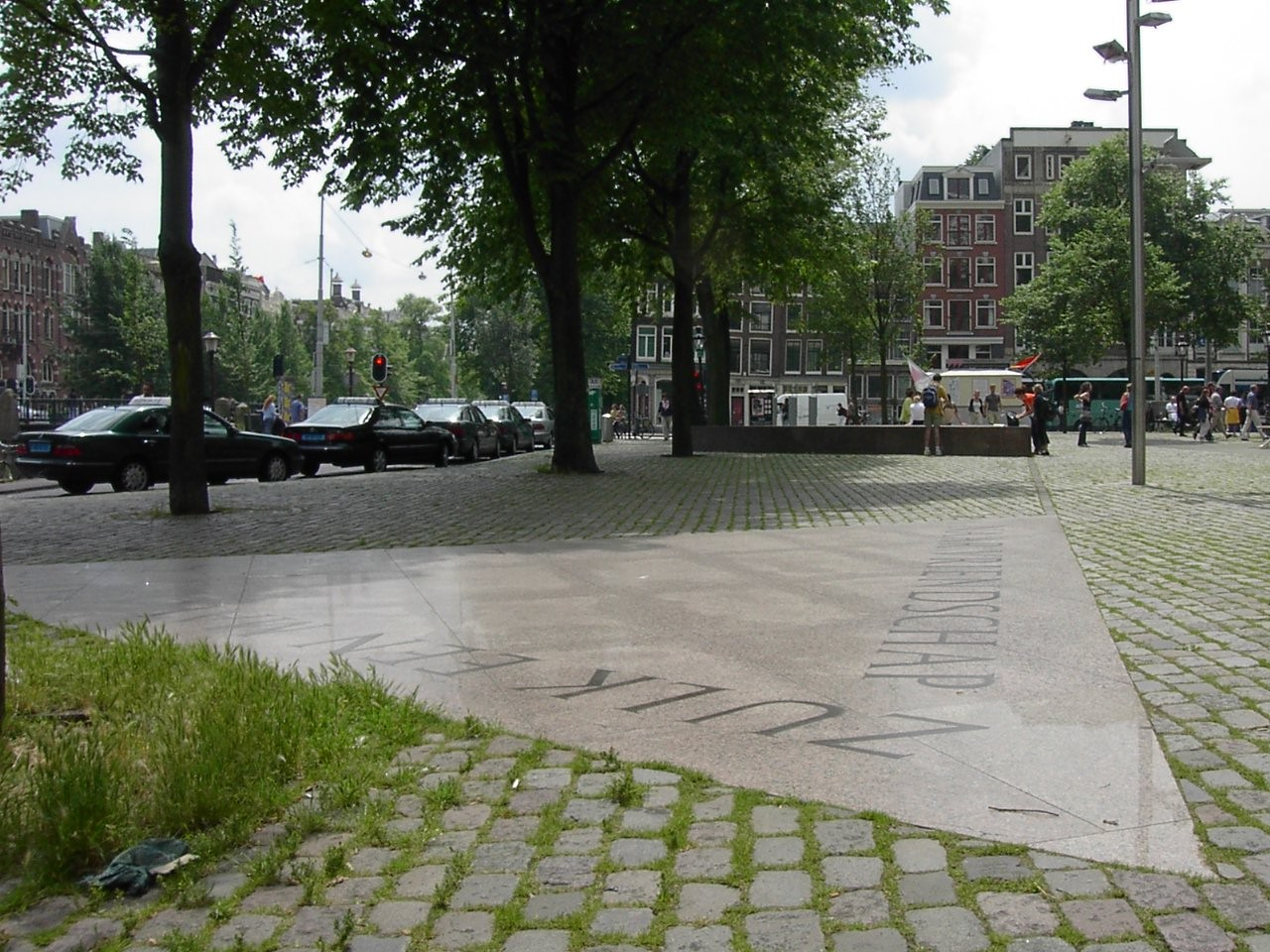
암스테르담에 위치한 나치에게 희생당한 동성애자들을 추모하는 호모모뉴먼트(Homomonument)

나치 독일에서는 실질적 범죄 행위보다 범행의 동기나 개개인의 자질 등을 문제시 삼았으며, "gesundes Volksempfinden"(건강한 국민 정서)이 나치 독일의 새로운 규범적 원칙이 되었다. 1936년 하인리히 히믈러는 '동성애와 낙태를 방지하기 위한 제국 중앙 사무국'을 설립하였다. 곧 동성애는 '건강한 국민 정서'에 반하며, 독일혈통을 더럽히는 것으로 선언되었다. 게슈타포는 게이바를 습격하였으며, 체포한 동성애자의 개인 연락처와 성소수자 신문 및 잡지 등을 이용하여 다른 동성애자들을 추적하였다. 또한 이웃에 동성애자나 동성애자인 것으로 의심되는 사람이 있다면 신고할 것을 대중에 권하였다.
1933년에서 1944년 사이에 10만여명이 동성애자라는 이유만으로 체포되었고, 이 중 약 5만여명이 유죄 판결을 받았으며, '갱생'을 이유로 5천명에서 1만5천여명이 수용소에 수감되었다. 수용소에서 이들은 초기에 노란색 완장으로 구분되었으나, 성폭행 및 강간의 대상이 되어 나중에는 상의뿐만 아니라 바지에도 착용해야하는 분홍색의 역삼각형 낙인으로 변경되었다. 또한 법원의 판결에 따라 수백명의 동성애자가 강제로 거세를 당하였다. 수용소에 수감된 동성애자들은 성적 모욕과 고문, 생체 실험을 당하며 처형되었다. 홀로코스트에서의 동성애자 피해 연구는 매우 더디게 진행되었는데, 2차 세계 대전이 끝난 후에도 1994년까지 독일연방공화국(서독)과 독일민주공화국(동독)에서 형법상 동성애가 여전히 범죄로 여겨졌었기 때문이다.

#### 좌익분자
독일공산당원, 사회주의자 또한 공화주의자는 나치들이 독일국 내에서 최초의 적이었으며, 최초로 수용소로 옮긴 사람이었다. 히틀러가 공산주의는 유대인의 학설(学说)이라고 말한 적이 있다. 히틀러는 그들이 "유대인의 볼셰비키"라고 언급했다.
1933년, 나치즘들이 반공산주의를 명분으로 전권위임법을 선포했다. 이 법안을 통해 히틀러가 독재정권을 장악했다. 이후, 헤르만 괴링이 뉘른베르크 전범 재판에서 말한 것에 따르면 나치들이 독일 공산당을 압박함으로써 힌덴부르크 대통령과 독일 엘리트 계급 사람들이 나치즘하고 손을 잡았다. 독일 좌파의 많은 리더들이 유대인 출신이다. 유대인 출신 리더들이 1919년에 일어난 스파르타쿠스단 혁명 운동에서 중요한 역할을 하였다. 히틀러는 맑시스트하고 볼셰비키들이 “국제적 유대인”이라고 하였으며 이들이 ”종족의 순결성”과 북유럽사람의 생활을 파괴했다고 언급했다. 이외에도 사회계급간에 결함되어 반정부세력들이 수용소에서 독일공산당이 유대인보다 많은 특권을 누렸다. 바로 공산당들이 유대인 종족보다 더 순결하기 때문이다. 나치즘이 점령한 지역에서 항상 공산주의자, 사회주의자, 무정부주의자들이 먼저 징역을 받거나 처형을 당한 사람이 있다. 예를 들면, 히틀러가 독일군에 포로로 잡힌 소련군 정치위원은 독일이 점령한 모든 곳에서 처형한 적이 있다. 특별행동부대가 동부전선에서 이 명령을 실시하였다.

#### 프리메이슨
<나의 투쟁(Mein Kampf)>에서 히틀러는 프리메이슨이 유대인들에게 복종해 왔고, 상류층들을 자신들의 아젠다로 유혹하는 "뛰어난 도구"였다고 말했다. 1930년대 중반, 나치독일은 프리메이슨이 아주 큰 위협이라고 여긴다.
나치가 권력을 잡은 뒤, 히틀러는 프리메이슨을 불법화했고, 많은 로지(lodges)들을 폐쇄했다. 많은 형제들(Brethren)이 체포되었고, 수용소로 보내졌다. 로지에서 훔친 물건들은 그 동업자들을 향한 두려움과 적대감을 일으킬 목적으로, 독일 전역에서 메이슨 반대 전시회를 개최하는 데에 사용되었다. 프리메이슨들도 처형되었고, 그들의 재산도 침략하고 점령한 나라(노르웨이, 덴마크, 네덜란드, 벨기에, 프랑스, 폴란드, 헝가리, 그리스 등)에서 나치가 훔쳤다. 역사가들은 적어도 8만 명의 메이슨들이 유럽 전역에서 살해되었다고 말한다. 미국대학살기념관에서 제시된 자료에 따르면 많은 잡힌 프리메이슨 멤버들이 유대인 신분이나 반대파 신분을 갖고 있었다고 했다. 아직까지 프리메이슨 신분을 갖고 있는 원인으로 나치수용소에 보내는 사람 수가 얼마나 있는지 정확하게 알 수가 없다.

#### 여호와의 증인
약 12,000명의 여호와의 증인 교인들이 나치한테 선서하거나 군대에 가는 것을 거절해서 수용소에 들어가게 되었고, 이중 약 2500 ~ 5000명이 살해되었다.

## 홀로코스트의 여파
홀로코스트로 인해 아르헨티나의 헌법이 개정되었다. 홀로코스트로 인해 아르헨티나의 헌법에 아르헨티나 국적은 한 번 취득하면 영원히 포기할 수 없다는 조항이 신설되었다. 이는 홀로코스트를 피해 아르헨티나로 도망친 유대인 난민들을 아르헨티나 정부에서 국가적 차원으로 철저하게 보호하기 위해서이다.

### 홀로코스트에 저항한 사람들
- 프랑스의 개신교 신자들인 위그노들은 제2차 세계대전 당시에 유대인 어린이들을 입양하는 방법으로써 홀로코스트로부터 지켰다고 한다.[164]
- 동아일보 이진 기자의 보도에 의하면, 이스라엘 홀로코스트 기념관에서 심사로써 정의로운 사람으로 인정받는 사람은 410명이며, 소수이지만 독일군도 있다. 2009년 독일군 플랑게 소령(1902년-1957년, 자녀 없음)이 정의로운 사람으로서 이스라엘 홀로코스트 기념관로부터 인정받았다. 카를 플라게 독일군 소령이 유대인 학살을 막은 의로운 행동은 홀로코스트에서 살아남은 유대인 노인들의 기억으로써 알려졌다. 유대인 노인들에 의하면, “수용소 책임자였던 플라게 소령은 당시 위험을 무릅쓰고, 병든 유대인을 병원으로 이송했다.” “플라게 소령은 음식을 몰래 훔친 유대인 2명이 나치 친위대(SS)로 이첩돼 목숨을 잃는 것을 막았다.”고 한다. 유대계 미국인인 마이클 굿 씨의 모친도,1944년 7월 소련군이 진격해 오자 수용소 유대인들의 탈주를 도움으로써, 철수하던 독일군이 유대인들을 학살하는 국가폭력을 막은 플라게 소령의 저항으로써 살아남았다고 한다.  “그는 전구도 갈아 끼울 줄 모르는 나의 유대인 할아버지를 군용 차량을 수리하는 노동수용소에서 꼭 필요한 인력이라고 감싸안았다. 나의 어머니에게는 독일군의 양말을 수선하는 일을 맡겨 남아 있게 했다.”라고 마이글 굿 씨는 기억하였다.[165]

### 참고 문헌
Allen, Michael Thad (2002). 《The Business of Genocide: The SS, Slave Labor, and the Concentration Camps》. London and Chapel Hill: The University of North Carolina Press.
Bauer, Yehuda (1982). 《A History of the Holocaust》. New York: Franklin Watts.
——— (1989). 〈Rescue by negotiations? Jewish attempts to negotiate with the Nazis〉.   Michael R. Marrus. 《The Nazi Holocaust, Part 9: The End of the Holocaust》. Walter de Gruyter. 3–21쪽.
——— (1998) [1994]. 〈Gypsies〉.   Yisrael Gutman; Michael Berenbaum. 《Anatomy of the Auschwitz Death Camp》. Bloomington, IN: Indiana University Press. 441–455쪽.
——— (2002). 《Rethinking the Holocaust》. New Haven, CT: Yale University Press.
Benz, Wolfgang (2007). 《Die 101 wichtigsten Fragen- das dritte Reich》 2판. C.H. Beck.
Berenbaum, Michael (2005). 《The World Must Know: The History of the Holocaust as Told in the United States Holocaust Memorial Museum》. United States Holocaust Memorial Museum, Johns Hopkins University Press. ISBN 978-0801883583.
Bergen, Doris (2009). 《The Holocaust: A Concise History》. Rowman & Littlefield. |title=에 외부 링크가 있음 (도움말)
Berghahn, Volker R. (1999). “Germans and Poles, 1871–1945”. 《Yearbook of European Studies》 13: 15–36.
Black, Edwin (2001). 《The Transfer Agreement: The Dramatic Story of the Pact Between the Third Reich and Jewish Palestine》. New York, NY: Carroll & Graf Publishers.
Bloxham, Donald (2000). 《'Extermination through work: Jewish Slave Labour under the Third Reich》. Holocaust Educational Trust Research Papers, vol.1, no. 1, pp. 01-37.
Brechtken, Magnus (1998). 《Madagaskar für die Juden: antisemitische Idee und politische Praxis 1885–1945》 2판. Munich: Oldenbourg Wissenschaftsverlag.
Breitman, Richard (1991). 《The Architect of Genocide: Himmler and the Final Solution》. New York: Knopf.
Browning, Christopher (1986). “Nazi Ghettoization Policy in Poland: 1939–41”. 《Central European History》 19 (4): 343–368. doi:10.1017/s0008938900011158. ISSN 0008-9389. JSTOR 4546081.
——— (1992). 《Ordinary Men: Reserve Police Battalion 101 and the Final Solution in Poland》. New York: HarperCollins.
——— (2004). 《The Origins of the Final Solution: The Evolution of Nazi Jewish Policy, September 1939 – March 1942》. Jerusalem: Yad Vashem.
Buchheim, Hans (1968). 〈Command and Compliance〉.   Helmut Krausnick; Hans Buchheim; Martin Broszat; Hans-Adolf Jacobsen. 《The Anatomy of the SS State》. New York: Walker and Company. 303–396쪽.
Buchholz, Werner (1999). 《Pomern》. Deutsche Geschicte im Osten Europas. Berlin: Siedler.
Burleigh, Michael (2000). 〈Psychiatry, Society and Nazi 'Euthanasia'〉.   Omer Bartov. 《The Holocaust: Origins, Implementation, Aftermath》. London: Routledge. 43–62쪽.
Burleigh, Michael (2001). 《The Third Reich: A New History》.
———; Wippermann, Wolfgang (1991). 《The Racial State: Germany 1933–1945》. Cambridge: Cambridge University Press.
Cesarani, David (2004). 《Holocaust: From the Persecution of the Jews to Mass Murder》. London: Routledge.
——— (2005). 《Eichmann: His Life and Crimes》. London: Vintage.
Cooper, Robert (2010). 《The Red Triangle: The History of the Persecution of Freemasons》. Bungay: Lewis Masonic.
Czech, Danuta (1989). 《Kalendarium der Ereignisse im Konzentrationslager Auschwitz-Birkenau 1939–1945》. Rowohlt, Reinbek.
Dawidowicz, Lucy (1975). 《The War Against the Jews》. New York: Bantam.
——— (1981). 《The Holocaust and the Historians》. Cambridge, MA: Harvard University Press.
Dear, Ian; Foot, Richard D. (2001). 《The Oxford companion to World War II》. Oxford: Oxford University Press.
Diamant, Adolf. (1998). 《Zerstörte Synagogue vom November 1938: Ein Bestandaufnahme》. Frankfurt-am-Main: Selbstverlag.
Domarus, Max (2004). 《Hitler: Speeches and Proclamations (4 volumes)》. Wauconda, IL: Bolchazy-Carducci Publishers.
Ehrenreich, Eric (2007). 《The Nazi Ancestral Proof: Genealogy, Racial Science, and the Final Solution.》. Bloomington: Indiana University Press.
Evans, Richard J. (1989). 《In Hitler's Shadow》. New York, NY: Pantheon.
——— (2005). 《The Third Reich in Power》. New York: Penguin.
——— (2002). 《Lying About Hitler: The Holocaust, History and the David Irving Trial》. London: Verso.
——— (2008). 《The Third Reich at War》. London: Allen Lane.
Farbstein, Esther (1998). “Diaries and Memoirs as a Historical Source: The Diary and Memoir of a Rabbi at the 'Konin House of Bondage'” (PDF). 《Yad Vashem Studies》 26: 87–128.
Fest, Joachim (1999). 《Speer: The Final Verdict》. San Diego, CA: Harcourt.
Finkelstein, Norman (2003) [2000]. 《The Holocaust Industry: Reflections on the Exploitation of Jewish Suffering》. London & New York: Verso Books.
Fischer, Conan (2002). 《The Rise of the Nazis》. Manchester: Manchester University Press.
Fischer, Klaus (1995). 《Nazi Germany: A New History》. New York: Continuum.
Fitzgerald, Stephanie (2011). 《Children of the Holocaust》. Mankato, MN: Compass Point Books.
Fleming, Gerald (1987). 《Hitler and the Final Solution》. Berkeley & Los Angeles, CA: University of California Press.
Fogelman, Edith (1994). 《Conscience and Courage: Rescuers of Jews During the Holocaust》. Doubleday.
Förster, Jürgen (1998). 〈Complicity or Entanglement?〉.   Michael Berenbaum; Abraham Peck. 《The Holocaust and History》. Bloomington, IN: Indiana University Press. 266–283쪽.
Frank, Anne (2007) [1947]. 《The Diary of a Young Girl》. London: Penguin Books.
Friedlander, Henry (1994). “Step by Step: The Expansion of Murder, 1939–1941”. 《German Studies Review》 17 (3): 495–507. doi:10.2307/1431896. JSTOR 1431896.
——— (1995). 《The Origins of Nazi Genocide: From Euthanasia to the Final Solution》. Chapel Hill, NC: University of North Carolina Press.
——— (1997). “Registering the Handicapped in Nazi Germany: A Case Study”. 《Jewish History》 11 (2): 89–98. doi:10.1007/BF02335679. JSTOR 20101303.
Friedländer, Saul (1997). 《The Years of Persecution: Nazi Germany and the Jews 1933–1939》. London: Weidenfeld & Nicolson.
——— (2007). 《The Years of Extermination: Nazi Germany and the Jews 1939–1945》. London: Weidenfeld & Nicolson.
Fritz, Stephen (2011). 《Ostkrieg: Hitler's War of Extermination in the East》. Lexington: The University Press of Kentucky.
Garbe, Detlef (2001). 〈Social Disinterest, Governmental Disinformation, Renewed Persecution, and Now Manipulation of History?〉.   Hans Hesse. 《Persecution and Resistance of Jehovah's Witnesses During the Nazi-Regime 1933–1945》. Bremen: Edition Temmen. 251–265쪽.
Gellately, Robert (2001). 《Backing Hitler: Consent and Coercion in Nazi Germany》. Oxford: Oxford University Press.
——— (2001). 《Social Outsiders in Nazi Germany》. Princeton University Press.
Gerwarth, Robert (2011). 《Hitler's Hangman: The Life of Heydrich》. New Haven & London: Yale University Press.
Gilbert, Martin (1986). 《The Holocaust: The Jewish Tragedy》. London: Collins.
——— (1988). 《Atlas of the Holocaust》.
Giles, Geoffrey J. (1992). “The Most Unkindest Cut of All: Castration, Homosexuality and Nazi Justice”. 《Journal of Contemporary History》 27 (1): 41–61. doi:10.1177/002200949202700103. JSTOR 260778.
Goldensohn, Leon (2005). 《Nuremberg Interviews》. New York, NY: Vintage.
Gramel, Hermann (1992). 《Antisemitism in the Third Reich》. London: Blackwell.
Hagen, William W. (2012). 《German History in Modern Times: Four Lives of the Nation》. Cambridge: Cambridge University Press.
Hancock, Ian (2004). 〈Romanies and the Holocaust: A Reevaluation and Overview〉.   Dan Stone. 《The Historiography of the Holocaust》. New York, NY: Palgrave-Macmillan. 383–396쪽. 2016년 3월 5일에 원본 문서에서 보존된 문서. 2014년 4월 30일에 확인함.
Harran, Marilyn J. (2000). 《The Holocaust Chronicles: A History in Words and Pictures》. Lincolnwood, IL: Publications International.
Hedgepeth, Sonja M.; Saidel, Rochelle G. (2010). 《Sexual Violence against Jewish Women During the Holocaust》. Lebanon, NH: University Press of New England.
Hilberg, Raul (1980). “The Ghetto as a Form of Government”. 《Annals of the American Academy of Political and Social Science》 450: 98–112. doi:10.1177/000271628045000109. JSTOR 1042561.
——— (1995) [1992]. 《Perpetrators Victims Bystanders: The Jewish Catastrophe 1933–1945》. London: Secker & Warburg.
——— (1996). 《The Politics of Memory: The Journey of a Holocaust Historian》. Chicago, IL: Ivan R. Dee.
——— (2003). 《The Destruction of the European Jews》 3판. New Haven, CT: Yale University Press.
Hildebrand, Klaus (2005) [1984]. 《The Third Reich》. Routledge.
Hitchcock, William I. (2009). 《Liberation: The Bitter Road to Freedom, Europe 1944–1945》. London: Faber and Faber.
Höhne, Heinz (2001). 《The Order of the Death’s Head: The Story of Hitler’s SS》. New York: Penguin.
Jacobs, Neil G. (2005). 《Yiddish: A Linguistic Introduction》. Cambridge: Cambridge University Press.
Jeffery, Keith (2010). 《MI6: The History of the Secret Intelligence Service, 1909–1949》. London: Bloomsbury.
Johnson, Paul (1988). 《A History of the Jews》. Harper Perennial.
Jones, Adam, 편집. (2010). 《Genocide: A Comprehensive Introduction》 2판. Abingdon: Routledge.
Karski, Jan (2012). 《Story of a Secret State: My Report to the World》. London: Penguin Classics.
Kats, Alfred (1970). 《Poland's Ghettos at War》. New York, NY: Twayne Publishers.
Kárný, Miroslav (1998) [1994]. 〈The Vrba and Wetzler Report〉.   Yisrael Gutman; Michael Berenbaum. 《Anatomy of the Auschwitz Death Camp》. Bloomington, IN: Indiana University Press. 553–568쪽.
Kennedy, David M., 편집. (2007). 《The Library of Congress World War II Companion》. New York, NY: Simon & Schuster.
Kermish, Joseph, 편집. (1968). “Emmanuel Ringelblum's Notes, Hitherto Unpublished”. 《Yad Vashem Studies》 7: 173–183.
Kershaw, Ian (1998). 《Hitler 1889–1936: Hubris》. London: Allen Lane.
——— (2000). 《Hitler 1936–1945: Nemesis》. London: Allen Lane.
——— (2008). 《Hitler, the Germans, and the Final Solution》. New Haven, CT: Yale University Press. ISBN 978-0-300-15127-5.
Klempner, Mark (2006). 《The Heart Has Reasons: Holocaust Rescuers and Their Stories of Courage》. Cleveland, OH: The Pilgrim Press.
Kogon, E.; Langbein, H.; Rueckerl, A., 편집. (1993). 《Nazi Mass Murder: A Documentary History of the Use of Poison Gas》. New Haven, CT: Yale University Press.
Krakowski, Shmuel (1989). 〈The Death Marches in the Period of the Evacuation of the Camps〉.   Michael R. Marrus. 《The Nazi Holocaust, Part 9: The End of the Holocaust》. Walter de Gruyter. 476–490쪽.
Krausnick, Helmut (1968). 〈The Persecution of the Jews〉.   Helmut Krausnick; Hans Buchheim; Martin Broszat; Hans-Adolf Jacobsen. 《The Anatomy of the SS State》. New York, NY: Walker and Company. 1–125쪽.
Kudryashov, Sergei (2004). 〈Ordinary Collaborators: The Case of the Travniki Guards〉.   Mark Erickson; Ljubica Erickson. 《Russia: War, Peace and Diplomacy Essays in Honour of John Erickson》. London: Weidenfeld & Nicolson. 226–239쪽.
Kwiet, Konrad (1998). “Rehearsing for Murder: The Beginning of the Final Solution in Lithuania in June 1941” (PDF). 《Holocaust and Genocide Studies》 12 (1): 3–26. doi:10.1093/hgs/12.1.3.
Lador-Lederer, Joseph (1980). “World War II: Jews as Prisoners of War”. 《Israel Yearbook on Human Rights》 (Tel Aviv: Tel Aviv University) 10: 70–89.
Leff, Laurel (2005). 《Buried by The Times: The Holocaust and American's Most Important Newspaper》. New York, NY: Cambridge University Press.
Lemkin, Raphael (2005). 《Axis Rule in Occupied Europe: Laws of Occupation, Analysis of Government, Proposals for Redress》. New York, NY: Lawbook Exchange.
Lévy-Hass, Hanna (2009) [1946]. 《Diary of Bergen Belsen: 1944–1945》. Chicago, IL: Haymarket Books. ISBN 978-1-931-85987-5.
Lewis, Jon E. (2002). 《The Mammoth Book of Heroes》. London: Constable & Robinson.
Lichten, Joseph L. (1984). “Adam Czerniakow and His Times”. 《The Polish Review》 29 (1 & 2): 71–89. JSTOR 25778050.
Lifton, Robert J. (2000) [1986]. 《The Nazi Doctors: Medical Killing and the Psychology of Genocide》. New York: Basic Books.
Linn, Ruth (2004). 《Escaping Auschwitz: A Culture of Forgetting》. Ithaca, NY: Cornell University Press.
Longerich, Peter (2003) [2001]. 《The Unwritten Order: Hitler's Role in the Final Solution》. Stroud: Tempus Publishing.
——— (2010). 《Holocaust: The Nazi Persecution and Murder of the Jews》. Oxford: Oxford University Press.
——— (2012). 《Heinrich Himmler》. Oxford: Oxford University Press.
Lower, Wendy (2006). 〈The 'reibungslose' Holocaust? The German Military and Civilian Implementation of the 'Final Solution' in Ukraine, 1941–1944〉.   Gerald D. Feldman; Wolfgang Seibel. 《Networks of Nazi Persecution: Bureaucracy, Business, and the Organization of the Holocaust》. New York & Oxford: Berghahn Books. 236–256쪽.
Lumsden, Robin (2002). 《A Collector's Guide To: The Allgemeine — SS》. Ian Allan Publishing, Inc. ISBN 0-7110-2905-9.
Lusane, Clarence (2003). 《Hitler's Black Victims: The Historical Experience of Afro-Germans, European Blacks, Africans and African Americans in the Nazi Era》. London; New York: Routledge.
Maier, Charles S. (1988). 《The Unmasterable Past》. Cambridge, MA: Harvard University Press.
Majer, Diemut (2003). 《Non-Germans under the Third Reich The Nazi Judicial and Administrative System in Germany and Occupied Eastern Europe, with Special Regard to Occupied Poland, 1939-1945》. Texas Tech University Press. |title=에 라인 피드 문자가 있음(위치 34) (도움말)
Mann, Michael (2005). 《The Dark Side of Democracy: Explaining Ethnic Cleansing》. New York: Cambridge University Press.
Marrus, Michael R. (1995). “Jewish Resistance to the Holocaust”. 《Journal of Contemporary History》 30 (1): 83–110. doi:10.1177/002200949503000104. JSTOR 260923.
——— (2000). 《The Holocaust in History》. Toronto: KeyPorter.
Mason, Tim (1995). 《Nazism, Fascism and the Working Class》. Cambridge: Cambridge University Press. ISBN 978-0-521-43212-2.
Matthäus, Jürgen (2004). 〈Operation Barbarossa and the Onset of the Holocaust, June–December 1941〉. 《In Christopher Browning. The Origins of the Final Solution: The Evolution of Nazi Jewish Policy, September 1939 – March 1942》. Jerusalem: Yad Vashem. 244–308쪽.
Mayer, Arno (2012). 《Why Did the Heavens Not Darken?: The "Final Solution" in History》. London and New York: Verso Publishing.
Mazower, Mark (2008). 《Hitler's Empire: Nazi Rule in Occupied Europe》. London: Allen Lane.
Michael, Robert; Doerr, Karin (2002). 《Nazi-Deutsch/Nazi-German: An English Lexicon of the Language of the Third Reich》. Greenwood Press.
Milton, Sybil (1990). “The Context of the Holocaust”. 《German Studies Review》 13 (2): 269–283. doi:10.2307/1430708. JSTOR 1430708.
Mojzes, Paul (2011). 《Balkan Genocides: Holocaust and Ethnic Cleansing in the 20th Century》. Rowman & Littlefield Publishers, Inc. 2012년 12월 23일에 확인함.
Montague, Patrick (2012). 《Chelmno and the Holocaust: A History of Hitler's First Death Camp》. London: I.B.Tauris.
Möller, Horst (1999). 《Der rote Holocaust und die Deutschen. Die Debatte um das 'Schwarzbuch des Kommunismus'》. Munich: Piper Verlag.
Mommsen, Hans (2003). 〈The New Historical Consciousness〉.   Ernst Piper. 《Forever in the Shadow of Hitler?》. Humanities Press, Atlantic Highlands. 114–124쪽.
Müller, Rolf-Dieter; Ueberschär, Gerd R. (2002). 《Hitler's War in the East, 1941–1945: A Critical Assessment》. New York & Oxford: Berghahn Books.
Müller-Hill, Benno (1998). 《Murderous Science: Elimination by Scientific Selection of Jews, Gypsies, and Others in Germany, 1933–1945》. Plainview, NY: Cold Spring Harbor Laboratory Press.
Murray, Williamson; Millett, Allan R. (2000). 《A War To Be Won》. Cambridge, MA: Harvard University Press.
Naimark, Norman M. (2001). 《Fires of Hatred》. Cambridge, MA: Harvard University Press.
Neugebauer, Wolfgang (1998). “Racial Hygiene in Vienna 1938”. 《Wiener Klinische Wochenschrift》 (Special Edition). 2012년 12월 21일에 원본 문서에서 보존된 문서. 2014년 5월 2일에 확인함.
Nicosia, Francis R. (2000). 《The Third Reich & the Palestine Question》. New Brunswick, NJ: Transaction Publishers.
Niewyk, Donald L. (2012). 〈The Holocaust: Jews, Gypsies, and the Handicapped〉.   Parsons, Samuel; Totten, William S. 《Centuries of Genocide: Essays and Eyewitness Accounts》. New York, NY: Routledge. 191–248쪽.
———; Nicosia, Francis R. (2000). 《The Columbia Guide to the Holocaust》. New York, NY: Columbia University Press.
Noakes, Jeremy; Pridham, Geoffrey (1983). 《Nazism: A History in Documents and Eyewitness Accounts, 1919–1945》. Schocken Books.
Novick, Peter (1999). 《The Holocaust in American Life》. New York, NY: Houghton Mifflin.
Pelt, Robert Jan van (2002). 《The Case for Auschwitz: Evidence from the Irving Trial》. Bloomington, IN: Indiana University Press.
Petrie, Jon (2000). “The Secular Word 'HOLOCAUST': Scholarly Myths, History, and Twentieth Century Meanings”. 《Journal of Genocide Research》 2 (1): 31–63. doi:10.1080/146235200112409.
Peukert, Detlev (1987). 《Inside Nazi Germany: Conformity, Opposition and Racism In Everyday Life》. London: Batsford.
——— (1994). 〈The Genesis of the 'Final Solution' from the Spirit of Science〉.   David F. Crew. 《Nazism and German Society, 1933–1945》. London: Routledge. 274–299쪽.
Phayer, Michael (2000). 《The Catholic Church and the Holocaust, 1930–1965》. Bloomington, IN: Indiana University Press.
Pinkus, Benjamin (1990). 《The Jews of the Soviet Union: The History of a National Minority》. Cambridge: Cambridge University Press.
Pinkus, Oscar (2005). 《The War Aims and Strategies of Adolf Hitler》. Jefferson, NC: McFarland & Company.
Piotrowski, Tadeusz (1998). 《Poland's Holocaust: Ethnic Strife, Collaboration With Occupying Forces and Genocide in the Second Republic, 1918–1947》. Jefferson, NC: McFarland & Company.
Piper, Franciszek (1998) [1994]. 〈Gas chambers and Crematoria〉.   Yisrael Gutman; Michael Berenbaum. 《Anatomy of the Auschwitz Death Camp》. Bloomington, IN: Indiana University Press. 157–182쪽.
Poprzeczny, Joseph (2004). 《Odilo Globocnik: Hitler's Man in the East》. Jefferson, NC: McFarland & Company.
Porat, Dina (2002). 〈The Holocaust in Lithuania: Some Unique Aspects〉.   David Cesarani. 《The Final Solution: Origins and Implementation》. London: Routledge. 159–174쪽.
Proctor, Robert (1988). 《Racial Hygiene: Medicine Under the Nazis》. Cambridge, MA: Harvard University Press.
Rhodes, Richard (2003). 《Masters of Death: The SS-Einsatzgruppen and the Invention of the Holocaust》. New York: Vintage.
Ryan, Donna F.; Schuchman, John S. (2002). 《Deaf People in Hitler's Europe》. Washington, DC: Gallaudet University Press.
Samuels, Simon (2001). 〈Applying the Lessons of the Holocaust〉.   Alan S. Rosenbaum. 《Is the Holocaust Unique?》. Boulder, CO: Westview Press. 472–494쪽.
Sereny, Gitta (1995) [1974]. 《Into That Darkness: From Mercy Killing to Mass Murder》. London: Pimlico.
Snyder, Timothy (2010). 《Bloodlands: Europe Between Hitler and Stalin》. London: The Bodley Head.
Steinweis, Alan E. (2001). “The Holocaust and American Culture: An Assessment of Recent Scholarship”. 《Holocaust and Genocide Studies》 15 (2): 296–310. doi:10.1093/hgs/15.2.296.
Streicher, Julius (1943). 《Der Weg zur Tat》 (독일어). Der Stürmer.
Streicher, Julius (1933). 《Die Geheimpläne gegen Deutschland enthüllt》 (독일어). Der Stürmer.
Strous, Rael D. (2007). “Psychiatry during the Nazi Era: Ethical Lessons for the Modern Professional”. 《Annals of General Psychiatry》 6 (8): 8. doi:10.1186/1744-859X-6-8. PMC 1828151. PMID 17326822.
Suhl, Yuri (1987). 《They Fought Back》. New York: Schocken. ISBN 978-0-8052-0479-7.
Swiebocki, Henryk (1998) [1994]. 〈Prisoner Escapes〉.   Yisrael Gutman; Michael Berenbaum. 《Anatomy of the Auschwitz Death Camp》. Bloomington, IN: Indiana University Press.
Tooze, Adam (2006). 《The Wages of Destruction: The Making and Breaking of the Nazi Economy》. London: Allen Lane.
Trunk, Isaiah (1996) [1972]. 《Judenrat: The Jewish Councils in Eastern Europe under Nazi Occupation》. Lincoln, NE: University of Nebraska Press.
Vrba, Rudolf (2006) [2002]. 《I Escaped from Auschwitz》. London: Robson Books.
Wachsmann, Nikolaus; Caplan, Jane., 편집. (2010). 《Concentration Camps in Nazi Germany: The New Histories》. New York: Routledge.
Wiesel, Elie (2002). 《After the Darkness: Reflections on the Holocaust》. New York, NY: Schocken Books.
——— (2012) [1960]. 《Night》. London: Penguin Books.
Wood, Thomas E.; Jankowski, Stanisław M. (1994). 《Karski: How One Man Tried to Stop the Holocaust》.
Yahil, Leni (1991). 《The Holocaust: The Fate of European Jewry, 1932–1945》. Oxford: Oxford University Press.
Zuccotti, Susan (1999). 《The Holocaust, the French, and the Jews》. Lincoln, NE: University of Nebraska Press.